# ブダペスト
ブダペスト／ブダペシュト（ハンガリー語: Budapest ハンガリー語発音: [ˈbudɒpɛʃt] ( 音声ファイル)は、ハンガリーの首都で、同国最大の都市。ハンガリーの地方行政区画においては、県と同格の自治体として位置づけられる。
「ブダペスト」という一つの自治体となりドナウ川の両岸を占めるようになったのは、1873年11月17日に西岸のブダ・オーブダと東岸のペシュトとが合併してからである。

## 概要
ドナウ川河畔に位置し、ハンガリーの政治、文化、商業、産業、交通の一大中心都市で、東・中央ヨーロッパ (en) では最も大きな都市の１つ。しばしばハンガリーのプライメイトシティとも表現される。美しい歴史的な建築物でも知られ、観光都市でもあり、「ドナウの真珠」「東欧のパリ」とも称される。
ブダペストの市域面積は525平方キロメートル (202.7 sq mi) で、2011年の国勢調査によるブダペストの人口は174万人、ピークであった1989年の210万人より減少している。これは、ブダペスト周辺部の郊外化によるものである。ブダペスト都市圏（通勤圏）の人口は330万人である。
ブダペストの歴史の始まりはローマ帝国のアクインクムとしてで、もともとはケルト人の集落であった。アクインクムは古代ローマの低パンノニア属州の首府となっている。マジャル人がブダペスト周辺にやって来たのは9世紀頃である。最初の集落は1241年から1242年にかけてモンゴルの襲来 (en) により略奪された。15世紀に 町が再建されるとブダペストはルネサンス期の人文主義者文化の中心となった。続いてモハーチの戦いが起こり、オスマン帝国による150年間の支配が続き、18世紀、19世紀に新しい時代に入ると町は発展し繁栄する。ブダペストは1873年にドナウ川を挟んだ都市の合併が行われると、世界都市となる。また、1848年から1918年の第一次世界大戦敗戦まで列強に含まれたオーストリア＝ハンガリー帝国のウィーンに続く第二の首都であった。1920年のトリアノン条約によりハンガリーは国土の72%を失い、ハンガリーの文化や経済をブダペストがすべてを占めるようになった。ブダペストはその大きさや人口で圧倒的に優位に立ち、ハンガリーの他の都市を小さく見せていた。ブダペストはハンガリー革命 (1848年)や1919年のハンガリー評議会共和国、1944年のパンツァーファウスト作戦、1945年のブダペスト包囲戦、1956年のハンガリー動乱など数々の歴史的な舞台の場でもあった。
ブダペストはヨーロッパでも最も美しい街の一つで、ドナウ川河岸を含め世界遺産が広がりブダ城やアンドラーシ通り、英雄広場はよく知られている。ブダペスト地下鉄1号線 Millenniumi Földalatti Vasút はロンドン地下鉄に次いで世界で2番目に古い地下鉄である。ブダペストの他のハイライトはセーチェーニ温泉を含めた80の温泉で 世界でも最大の地下熱水系統がある。世界で3番目に大きなシナゴーグであるドハーニ街シナゴーグや国会議事堂などもブダペストの見所である。ブダペストの観光客数は年間270万人に上り、ロンドンにある民間調査機関ユーロモニターによればブダペストは世界で37番目に旅行者が多い観光地であるとされている。

## 呼称
ブダペストの名称はドナウ川を挟んだブダとペシュト2つの町の名称を組み合わせたもので、1873年に町が合併され一つになって以来使われている。この際、古いブダを意味するオーブダも一緒に併合された。最初にブダペスト "Buda-Pest" の名が見出されたのは1831年に自由主義貴族セーチェーニ・イシュトヴァーンが出した "Világ" という本である。ブダ "Buda" やペスト "Pest" の元の意味は不明瞭である。中世からの年代記によればブダは創建者のブレダから来ているとされ、この人物はフン族の支配者アッティラの兄である。ブダが人名から来ていることは現代の学者も支持している。他の説ではブダはスラヴ語で水を意味する "вода, voda"から来ているというものもある。これはラテン語のアクインクムでローマ時代のブダペスト名称で、ローマ人の主立った集落はこの地域にあった。また、ペストの名称についてもいくつかの説があり一つの説は "Pest" はパンノニア属州から来ているとするもので、その時以来あったこの地域のコントラ・アキンクムの森はプトレマイオスによりペッシオン ("Πέσσιον", iii.7.§2) と言及されていた。他の説ではペストの元はスラヴ語で洞窟を意味する "пещера, peshtera" か炉を意味する "пещ, pesht" で洞窟で火を燃やしていたか、地元の石がまを言及している。古いハンガリーの言葉では似たような単語でかまや洞窟を意味し、古いドイツ語ではこの地域はオーフェン "Ofen" という名で後にドイツ語でブダ側をオーフェン "Ofen" と言及している。

## 歴史

### 古代から19世紀まで

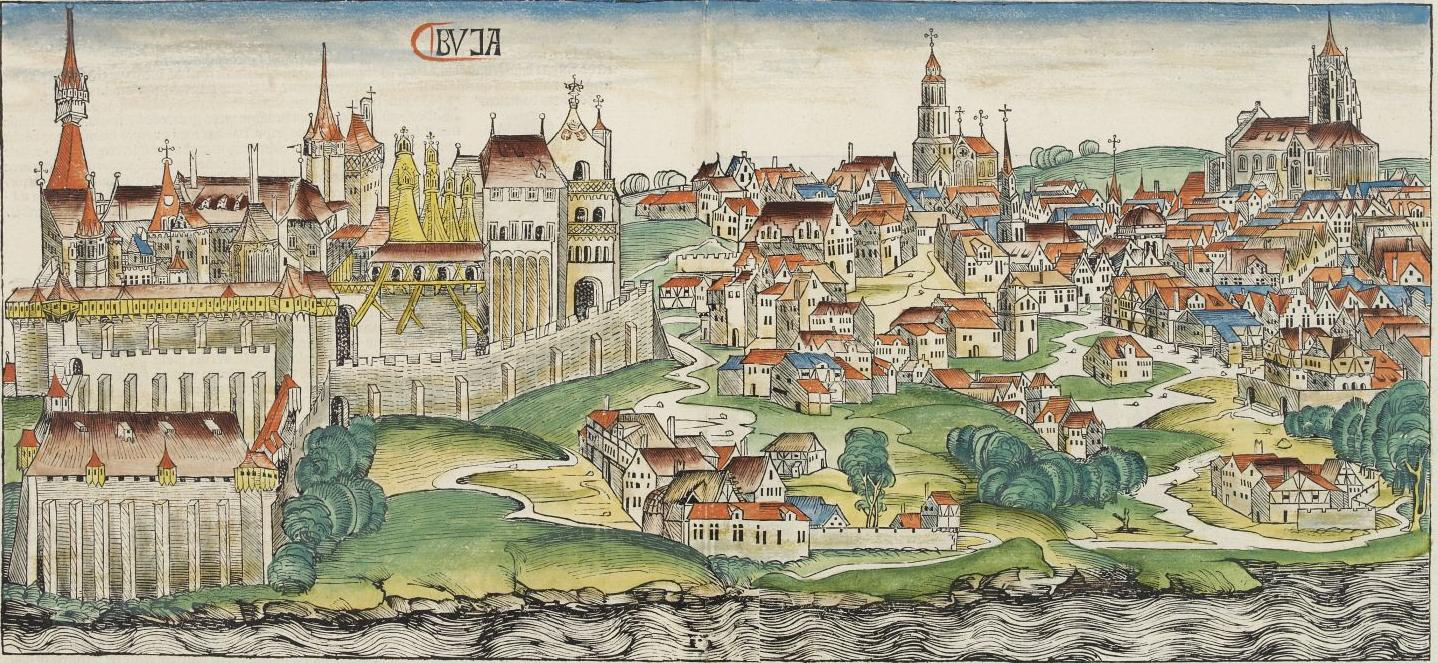
中世のブダ城

最初のブダペスト周辺の集落はケルト人により1世紀に形成された。その後、ローマ人により占められるようになりローマの集落はアクインクムとして106年に低パンノニアの中心都市となった。ローマ人は要塞化された駐屯地に道路や円形劇場、浴場、床暖房を備えた住居などを建設した。829年の和平条約によりパンノニアはオムルタグのブルガリアの軍が神聖ローマ帝国皇帝ルートヴィヒ1世に勝利したことから版図に加えられた。ブダペストでは２つのブルガリアの軍境が生じブダとペストの2つの河岸には要塞があった。アールパードに率いられたハンガリーの人々は9世紀になって今日のブダペスト周辺に定住し、後に本格的にハンガリー王国が創建された。研究ではおそらくアールパード朝の初期の居城がブダペストになった場所の近くにあり中央主権的な力であったとされる。
タタール（モンゴル）による侵略が13世紀に起こり、平原での防御は難しいことが直ぐに判明した。ベーラ4世は街を囲む石の城壁を補強するよう命じ、自らの王宮もブダの丘の一番上に据えた。1361年にブダはハンガリー王国の首都になった ブダの文化的な役割はマーチャーシュ1世の時代、特に重要であった。ルネサンスは大きな影響を街に与えている。マーチャーシュの図書館であるコルヴィナ文庫 Bibliotheca Corviniana はヨーロッパの歴史年代記、哲学、15世紀の科学など多数の蔵書があり、バチカン図書館に次ぐ規模があった。後にハンガリーでは最初の大学がペーチに1367年に設立され、1395年に2つ目がオーブダに設立されている。1473年に最初のハンガリー語で書かれた書物がブダで印刷された。1500年頃のブダには約5,000人が住んでいたとされる。
オスマンのブダでの収奪は1526年に起こり、1529年には包囲され1541年に完全に侵略された。オスマン帝国領ハンガリーの時代は140年以上にわたって続いた。トルコにより多くの優れた浴場施設が街には造られている。オスマン支配下では多くのキリスト教徒はイスラム教に改宗している。それまで多くを占めたキリスト教徒は数千まで減り、1647年には70人を数えるまで減った。トルコに占領されなかった西側部分はハプスブルク君主国の王領ハンガリーであった。
失敗に終わったブダ包囲の2年後の1686年、一新された戦闘が始まりハンガリーの首都に入って行った。この時、欧州各地から集められた倍の勢力の神聖同盟の74,000の兵士や義勇兵、砲手、将校などのキリスト教勢力がブダやその後の数週間でティミショアラ付近を除いて全ての以前のハンガリーの領土であった地域をトルコから奪い返し再征服した。1699年、カルロヴィッツ条約により領土が変わり正式に認められ、1718年全てのハンガリー王国の領域はトルコ支配から除かれた。街は戦いの間破壊された。ハンガリーはハプスブルク帝国に併合されている。
19世紀、ハンガリー人は独立への闘争 と近代化が占めていた。ハプスブルクに対する反発が始まり、1848年にはハンガリー革命が起こるが1年後に破れている。
1849年、王宮のあるブダ地区と対岸のペスト地区にくさり橋が架けられて、結びつきが強まる。

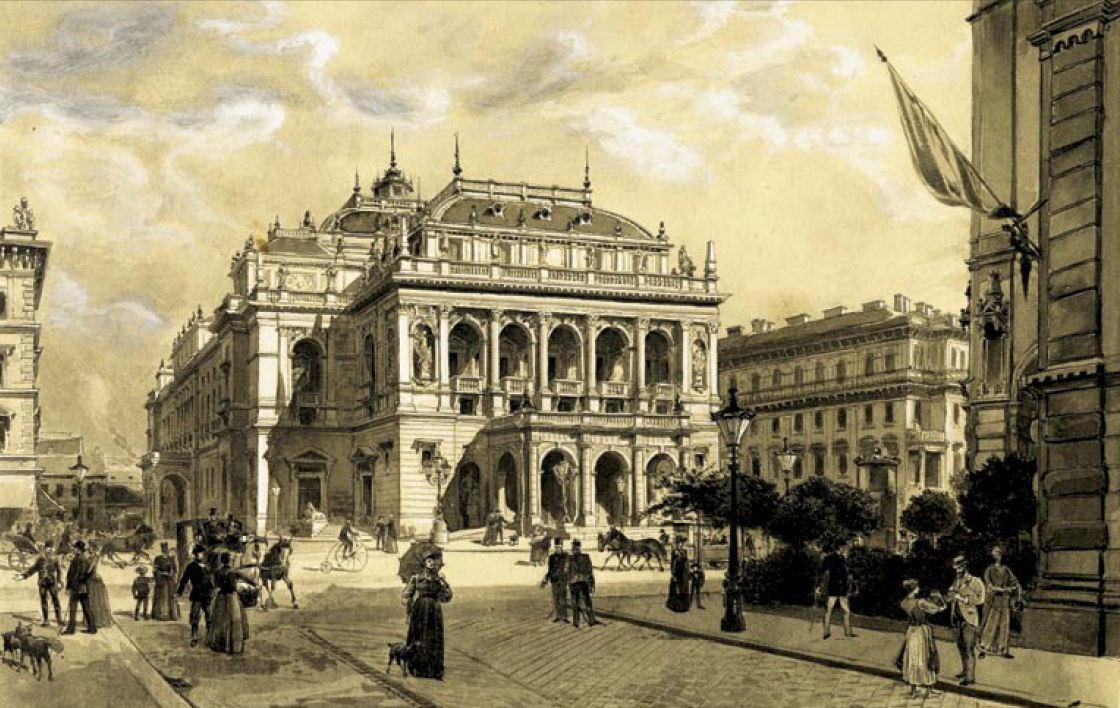
オーストリア＝ハンガリー帝国により建てられたハンガリー国立歌劇場

1867年3月、前年の普墺戦争の敗北もあり、オーストリアはハンガリーの独立を認める代わりに皇帝がハンガリー王を兼ねるアウスグライヒ（妥協、歩み寄り）によりオーストリア＝ハンガリー帝国の誕生をもたらされ、ハンガリーは自治権を獲得した。

世界で2番目に地下鉄が建設されたブダペスト

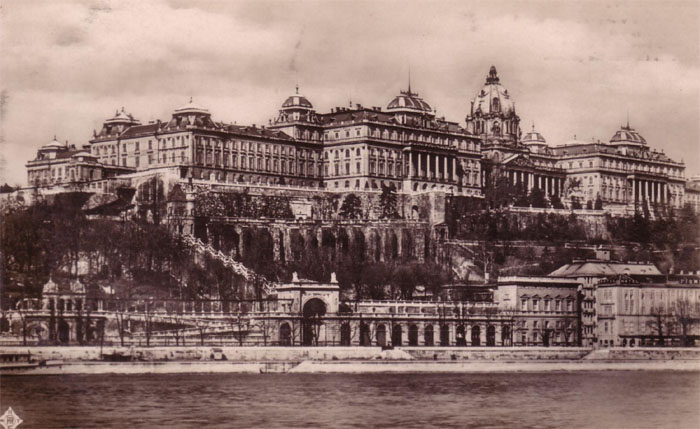
1930年頃のブダ城

ブダペストは二重君主制のハンガリー側の首都となった。ブダペストの歴史の中で第一次世界大戦まで続く2番目に大きな街の開発に道を開いたのはこのアウスグライヒによる。1873年、ブダとペストは公式に合併し古いブダであるオーブダも合併され新しい大都市ブダペストが誕生した。ペストは国の行政や政治、経済、交易、文化の中枢へと劇的に成長した。
ハンガリー貴族出身で初代首相を務めたアンドラーシ・ジュラの後押しで、統一的なものではなかったともされるが、19世紀後半にパリを参考にアンドラーシ通りといった大通りや様々な建築物の建設が行われた。今日みられる街並は、第二次大戦の戦災も大きかったものの、極力元の状態に戻すように復元されたものである。
民族的にもマジャル人がドイツ人を追い越したが、これは19世紀半ばにトランシルバニアやハンガリー大平原からの大規模な流入人口による。1851年から1910年にかけマジャル人の割合は35.6%から85.9%に増加し、言語の面でもハンガリー語がドイツ語に代わり主要な言語になった。ユダヤ人人口のピークは1900年で23.6%を占め、19世紀から20世紀の変わり目にはユダヤ人の大きなコミュニティが隆盛し、ブダペストはしばしば「ユダヤ人のメッカ」と呼ばれた。

### 20世紀から現代まで
1918年、オーストリア＝ハンガリー帝国は戦争により解体され、ハンガリーはハンガリー王国として独立を宣言した。1920年のトリアノン条約によって最終的にハンガリーは3分の2の領土を失い、マジャル人の人口も3,300万人から1,000万人と領土と同様に失っている。
第二次世界大戦でハンガリーは枢軸陣営として参加したが、 1944年、離反を図ろうとしてナチス・ドイツによるパンツァーファウスト作戦により電撃的に国土を占領される。ナチスの後押しで政権に就いた矢十字党は、公然とユダヤ人の迫害を行い、20-40%に当たる250,000人のブダペスト大都市圏のユダヤ人人口はナチスと矢十字党による1944年と1945年初めの時期にホロコーストに遭い命を落とした。 スウェーデンの外交官ラウル・ワレンバーグはブダペストの数万人のユダヤ人の生命をどうにかして救うためスウェーデンのパスポートを交付し領事の保護下に置く行動を起こした。

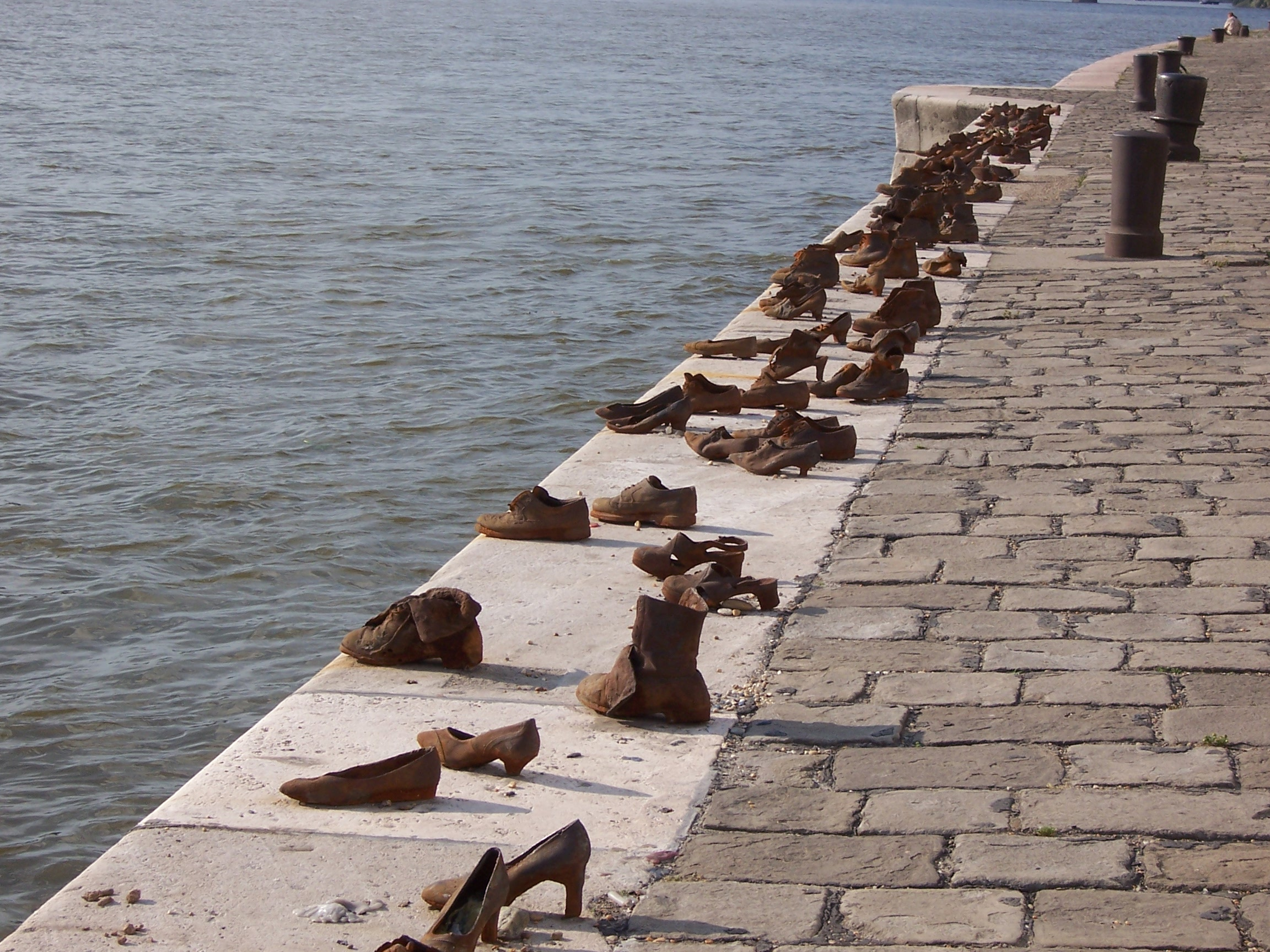
ドナウ川河岸の第二次世界大戦のユダヤ人記念物

東からドイツを撃退していたソビエト連邦が1944年12月24日から翌年の2月3日にかけ、ブダペストを攻撃し、ブダペスト包囲戦が行われた。ブダペストはこの戦闘により大きな損害を被っている。全ての橋はドイツにより破壊され、38,000人の市民がこの戦いにより命を落とした。また、大勢の市民がソ連軍による略奪・虐殺・婦女暴行の対象となった。
1949年、ハンガリーは共産主義体制の人民共和国として独立を宣言した。新しい共産主義政府はブダ城のような建物を前支配者のシンボルと考え、1950年代に宮殿を破壊し全てのインテリアを壊している。1956年にブダペストでは平和的なデモによりハンガリー動乱が起こった。指導者層はデモを終息させようとしたが、大規模なデモは10月23日に始まった。しかし、ソビエトの戦車がブダペストに侵攻しデモ参加者を潰しにかかっている。戦いは11月初めまで続き、3,000人以上が死亡している。1960年代から1980年代後半までのハンガリーはよく東側諸国からグヤーシュコミュニズム（幸せなバラック）と呼ばれ都市の戦時中の被害は最終的に全て修復された。エリザベート橋の再建は1964年に完成している。1970年代初期にはブダペスト地下鉄の東西方向を結ぶ2号線の最初の区間が開業し、3号線が1982年に開業した。1987年にブダ城とドナウ川沿いの建物を含めてユネスコの世界遺産に登録された。2002年にはブダペスト地下鉄 (Millennium Underground Railway) や英雄広場、都市公園 (Városliget) を含めたアンドラーシ通りが世界遺産の登録リストに追加された。1980年代にブダペストの市域人口は210万人に達している。現在では市域人口は減少し、郊外部のペシュト県への人口集中が進んでいる。
20世紀の最後の10年間の初めの1989年から1990年にかけては政治体制が大きく変わり、社会の体制も大きく変化し独裁者の記念物は公共の空間から倒された。新しい政治体制に変わってからの1990年から2010年までの20年間、ブダペストの市長として街の開発や市政を担ったのはデムスキ・ガーボルである。

## 地理

### 地勢
市域面積は525平方キロメートルでブダペストはハンガリーの中央部に位置し、周辺部はペシュト県の市街のアグロメレーション（密集地）である。ブダペストは東西南北に25-29kmの範囲でそれぞれ広がり、ドナウ川は市街地の北側から入り込みオーブダ島とマルギット島の2つの島を回り込む。チェペル島はブダペストのドナウ川にある島では最大であるが、市域に含まれるのは北端の部分だけである。ドナウ川は2つの部分に分けられ、ブダペストには川幅が僅か230mの箇所もある。ペストは平坦な地勢の場所にあり、ブダは丘がちな地勢である。ペストの地勢は僅かに東側に上りの傾斜があり市の最も東側の部分の標高はブダのよく知られた小さな丘であるゲッレールト丘 (Gellért) や城の丘と同じ程度である。ブダの丘は石灰岩や苦灰岩で主に構成され、水により二次生成物が作られる。ブダペストで有名なものにはパルヴギ窟 (Pálvölgyi) やセムルヘギ窟 (Szemlőhegyi) がある。丘は三畳紀に形成され、ブダペストで一番高い地点は海抜527mのヤーノシュ山である。一番低い地点はドナウ川の地点で海抜96mである。ブダの丘陵地の森林は環境保護が成されている。

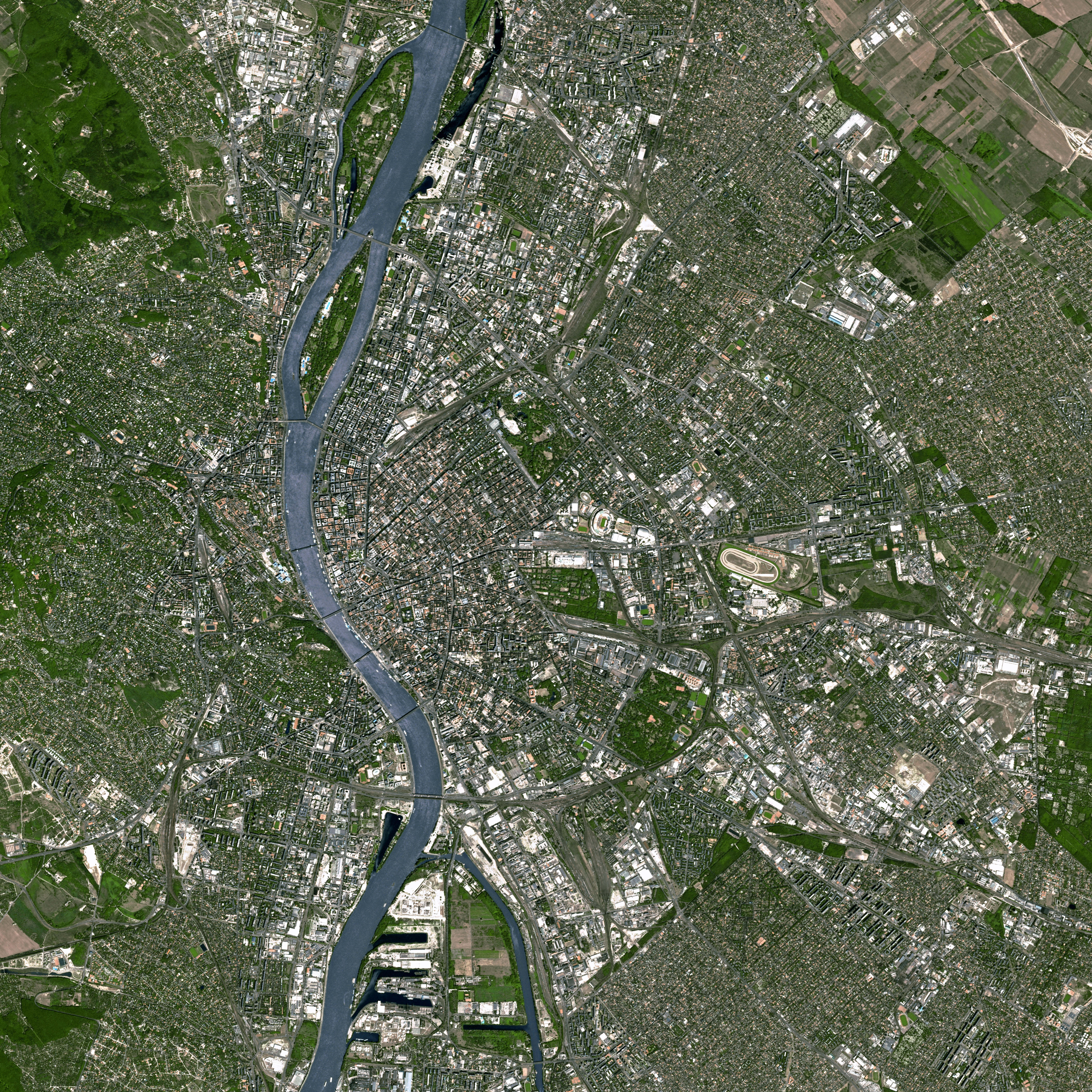
SPOTによるブダペストの衛星写真

## 気候
ケッペンの気候区分によると、ブダペストの気候は温暖湿潤気候（Cfa）に属する。
北緯47度に位置するにもかかわらず、北大西洋海流の影響により、冬季の気温が高い。低緯度である北緯35度から北緯40度に位置する飛騨地方や長野県、東北地方内陸部よりも冬季の日平均気温と平均最低気温が高く、降雪量も少ない。
| ブダペストの気候       | ブダペストの気候 | ブダペストの気候 | ブダペストの気候 | ブダペストの気候 | ブダペストの気候 | ブダペストの気候 | ブダペストの気候 | ブダペストの気候 | ブダペストの気候 | ブダペストの気候 | ブダペストの気候 | ブダペストの気候 | ブダペストの気候 |
| 月                     | 1月              | 2月              | 3月              | 4月              | 5月              | 6月              | 7月              | 8月              | 9月              | 10月             | 11月             | 12月             | 年               |
| ---------------------- | ---------------- | ---------------- | ---------------- | ---------------- | ---------------- | ---------------- | ---------------- | ---------------- | ---------------- | ---------------- | ---------------- | ---------------- | ---------------- |
| 最高気温記録 °C （°F） | 18.1 (64.6)      | 19.7 (67.5)      | 25.4 (77.7)      | 30.2 (86.4)      | 34.0 (93.2)      | 39.5 (103.1)     | 40.7 (105.3)     | 39.4 (102.9)     | 35.2 (95.4)      | 30.8 (87.4)      | 22.6 (72.7)      | 19.3 (66.7)      | 40.7 (105.3)     |
| 平均最高気温 °C （°F） | 1.2 (34.2)       | 4.5 (40.1)       | 10.2 (50.4)      | 16.3 (61.3)      | 21.4 (70.5)      | 24.4 (75.9)      | 26.5 (79.7)      | 26.0 (78.8)      | 22.1 (71.8)      | 16.1 (61)        | 8.1 (46.6)       | 3.1 (37.6)       | 15.0 (59)        |
| 日平均気温 °C （°F）   | −1.6 (29.1)      | 1.1 (34)         | 5.6 (42.1)       | 11.1 (52)        | 15.9 (60.6)      | 19.0 (66.2)      | 20.8 (69.4)      | 20.2 (68.4)      | 16.4 (61.5)      | 11.0 (51.8)      | 4.8 (40.6)       | 0.4 (32.7)       | 10.4 (50.7)      |
| 平均最低気温 °C （°F） | −4.0 (24.8)      | −1.7 (28.9)      | 1.7 (35.1)       | 6.3 (43.3)       | 10.8 (51.4)      | 13.9 (57)        | 15.4 (59.7)      | 14.9 (58.8)      | 11.5 (52.7)      | 6.7 (44.1)       | 2.1 (35.8)       | −1.8 (28.8)      | 6.3 (43.3)       |
| 最低気温記録 °C （°F） | −25.6 (−14.1)    | −23.4 (−10.1)    | −15.1 (4.8)      | −4.6 (23.7)      | −1.6 (29.1)      | 3.0 (37.4)       | 5.9 (42.6)       | 5.0 (41)         | −3.1 (26.4)      | −9.5 (14.9)      | −16.4 (2.5)      | −20.8 (−5.4)     | −25.6 (−14.1)    |
| 降水量 mm （inch）     | 38.5 (1.516)     | 36.7 (1.445)     | 37.4 (1.472)     | 47.2 (1.858)     | 64.5 (2.539)     | 69.8 (2.748)     | 50.4 (1.984)     | 49.5 (1.949)     | 42.7 (1.681)     | 46.9 (1.846)     | 59.9 (2.358)     | 49.3 (1.941)     | 592.8 (23.339)   |
| 平均降水日数           | 7                | 6                | 6                | 6                | 8                | 8                | 7                | 6                | 5                | 5                | 7                | 7                | 78               |
| 平均月間日照時間       | 55               | 84               | 137              | 182              | 230              | 248              | 274              | 255              | 197              | 156              | 67               | 48               | 1,933            |
| 出典：www.met.hu       |                  |                  |                  |                  |                  |                  |                  |                  |                  |                  |                  |                  |                  |

## 経済

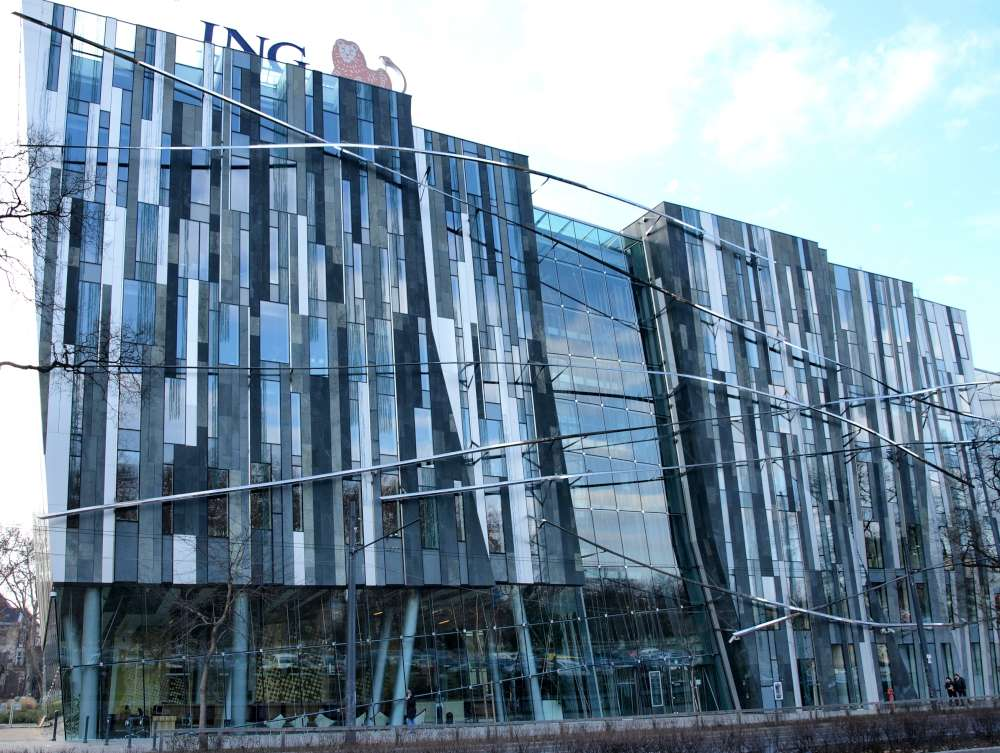
INGの建物

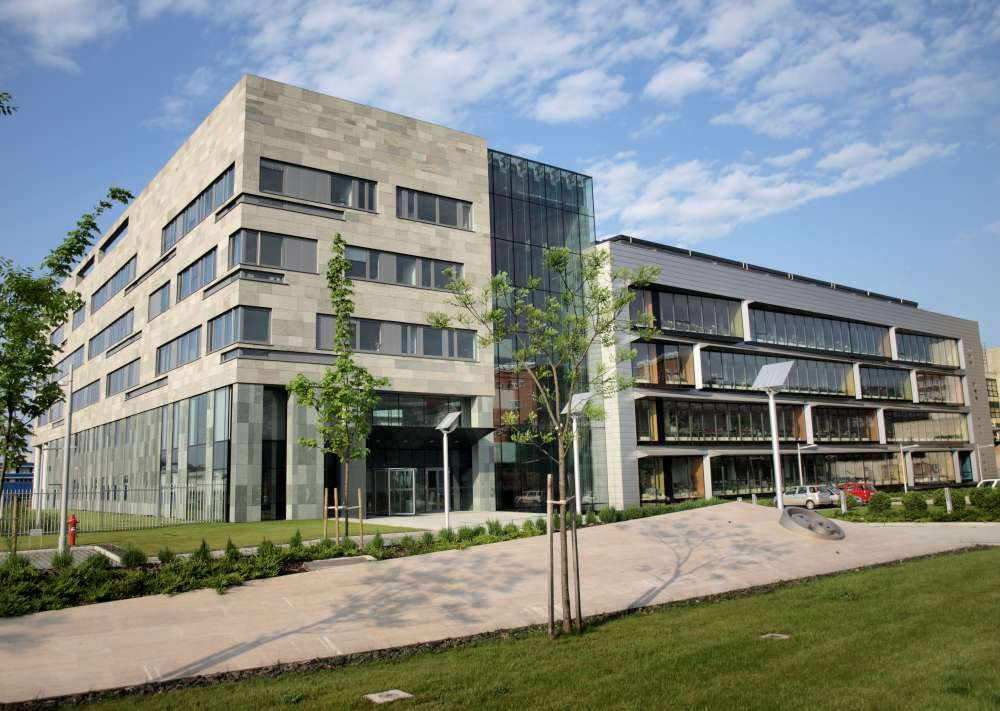
リヒター投資開発の建物

ブダペストは中央ヨーロッパの金融の中心でもあり、マスターカードによるエマージング・マーケット（新興国市場）指標によると65都市中3位にランクされている他、エコノミスト・インテリジェンス・ユニットによるクオリティ・オブ・ライフの指標では中・東ヨーロッパでは最も住むのに適した都市とされている
。フォーブスによればヨーロッパでは7番目に住むのにはのどかな場所とされ、UCityGuidesによれば世界で9番目に美しい街とされている。中・東ヨーロッパでは革新的な100都市の指標で最高のランクをブダペストは付けている。
ブダペストには 欧州連合の機関である欧州工科大学院 (EIT) が本拠地を置いている。ブダペストは工業化により世界都市となった。1910年には人口の45.2%が工場労働者であった。1960年代にはハンガリーはヨーロッパでも最大規模の工業都市の一つで60万人の工場労働者がいた。1920年代から1970年代にかけてハンガリーの工業出荷額の半数以上をブダペストが占め、金属加工のFÉGや織物産業、自動車産業のIkarus Busなどは構造変化前のブダペストの産業の主要な部門を占めた。現在、ブダペストではすべての産業の分野が見られる。ブダペストの現在の主要な部門は通信技術、コンピュータアプリケーション、電機、白熱灯などの照明器具である。製薬業もブダペストにおいては重要で Egis、Gedeon Richter Ltd.、Chinoinなどハンガリーの企業は知られている。テバファーマスーティカル・インダストリーズもブダペストに部門を置いている。
工業は比較的郊外に立地しており、中心部はハンガリーテレコムやゼネラル・エレクトリック、ボーダフォン、Telenor、オーストリアのエルステ銀行、ハンガリーのCIB銀行、 K&H、ウニクレディト、ブダペスト銀行、INGグループ、エイゴン、アリアンツ、ボルボ等々、国内外の様々な大手企業が立地している。ブダペストはサービス、金融、コンサルティング、金融取引、商業、不動産など第三次産業の中心地である。取引やロジスティクスはよく発達し、観光や飲食業界も進んでおり市内には数千のレストランやバー、カフェ、パーティー施設が立地する。

## 観光
国会議事堂はネオ・ゴシックの建築様式で、聖イシュトヴァーンの王冠や剣、宝石、王笏など代々ハンガリー王が受け継いで来た戴冠用の品も展示されている。聖イシュトバーン大聖堂にはイシュトヴァーン1世の右手が、聖遺物として残されている。ハンガリー料理やカフェ文化は Gerbeaud Café、Százéves、Biarritz、Arany Szarvas、世界的に有名な Mátyás Pinceなどが代表的である。アクインクム博物館にはローマ時代の遺構が残されており、歴史的な家具が ナジテーテーニ城博物館に残されている。ブダペストには200以上の博物館がある。
ブダペストのドナウ河岸とブダ城地区およびアンドラーシ通りは世界遺産に登録されている。王宮の丘には3つの教会と6つの博物館、興味を惹く様々な建物、通りや広場がある。王宮はハンガリーを象徴するもので、13世紀以来戦いの舞台であった。今日では2つの印象的な博物館や国立セーチェーニ図書館がある。シャンドール宮殿にはハンガリー大統領の執務室や官邸が含まれている。700年の歴史があるマーチャーシュ聖堂はブダペストでも貴重なものの一つで、その隣にある乗馬の彫像はハンガリーの初代国王で漁夫の砦からは市街地のパノラマを一望することができる。トゥルルの像はハンガリーの神話の守護鳥で王宮地区と12区で見ることができる。

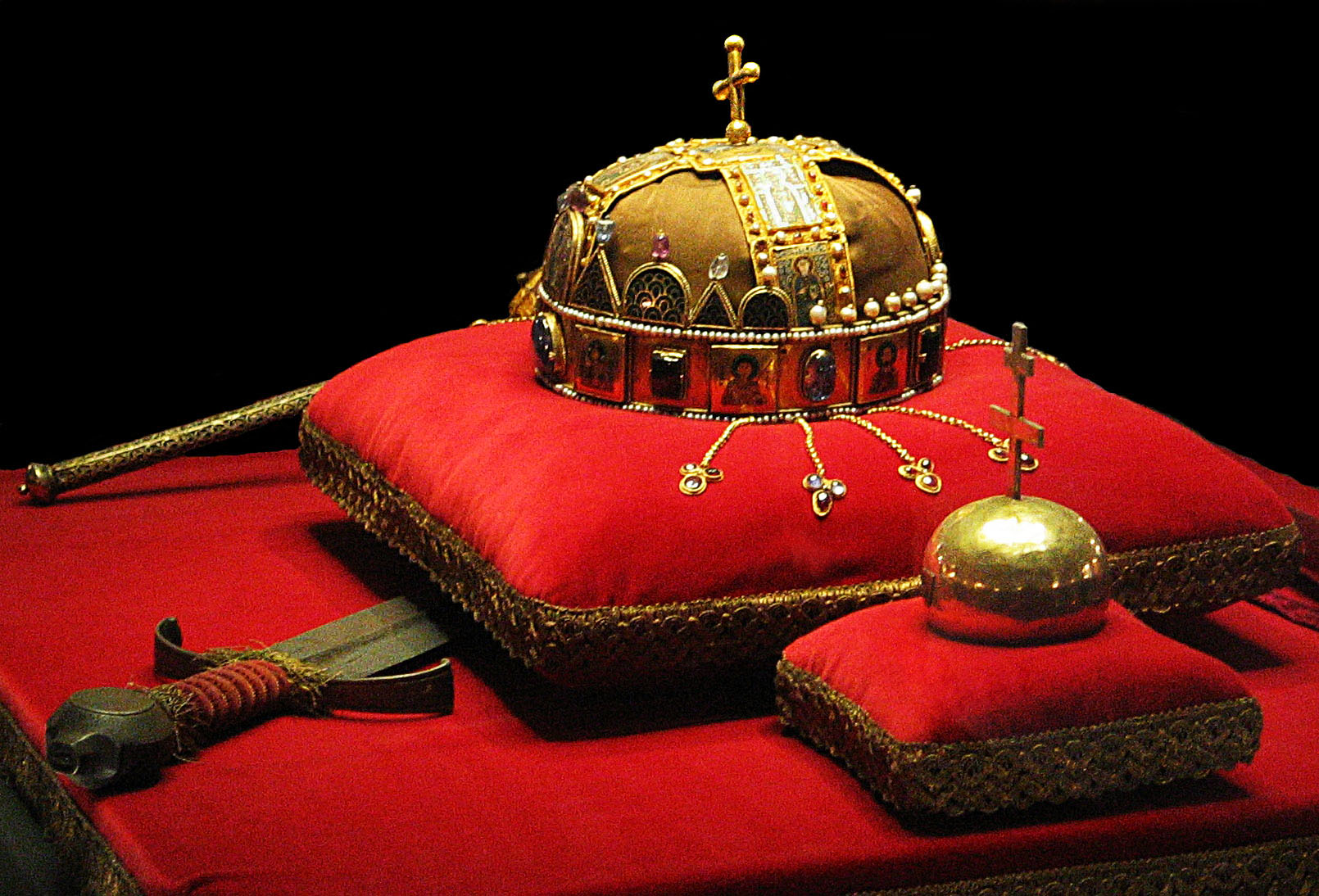
聖イシュトヴァーンの王冠

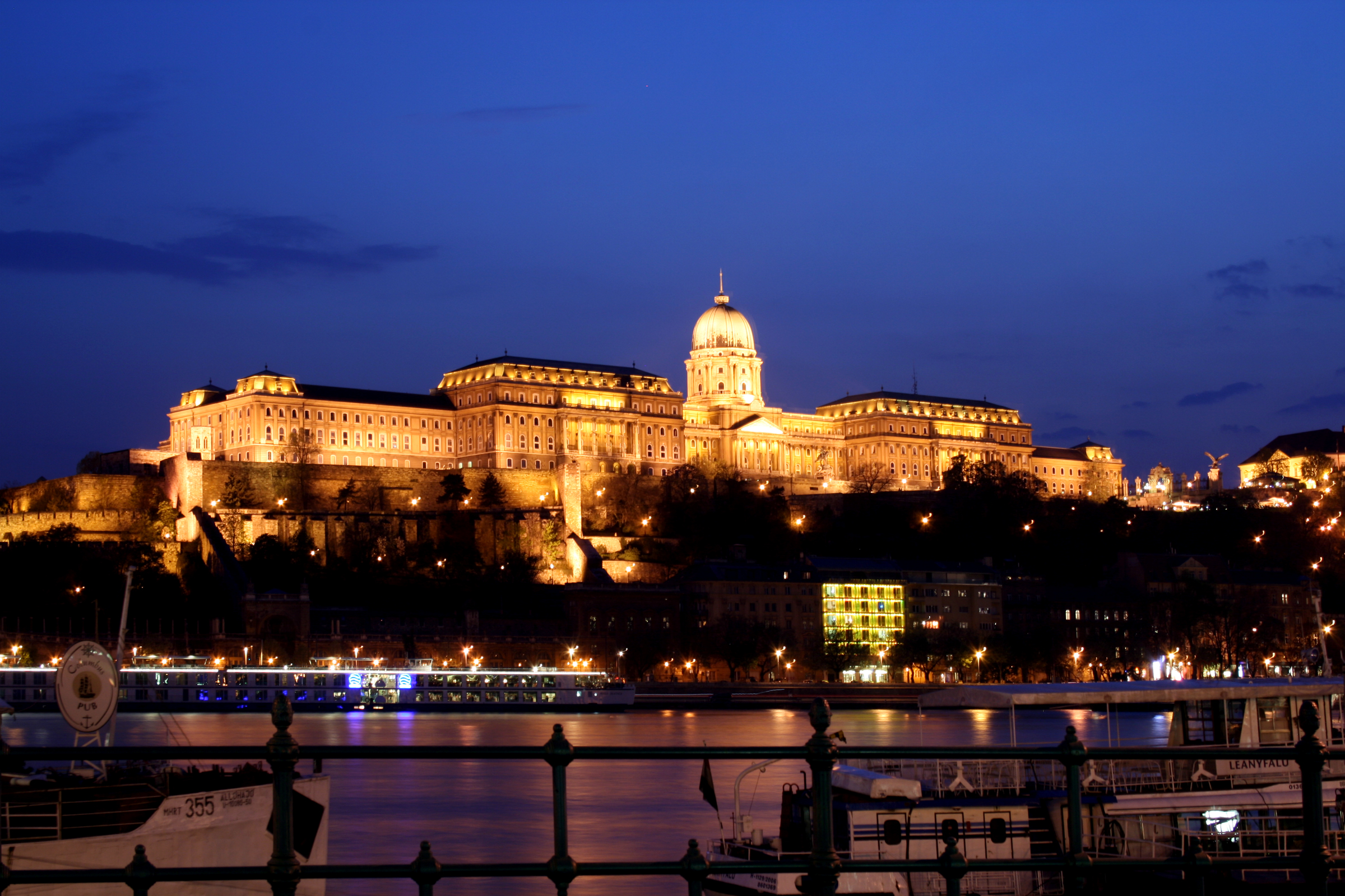
ブダ王宮

ペスト側で最も重要な見所はアンドラーシ通りでコダーイ・コロンドとオクトゴンの間には多くのショップやフラットな建物が林立している。英雄広場と通りの間は庭園により分けられている。また、アンドラーシ通りの下には欧州大陸では初の地下鉄が通っておりほとんどの駅は開業当時の姿を保っている。ブダペストにはヨーロッパでは最大規模のシナゴーグがある。ブダペスト市内にはユダヤ人地区のいくつかにそれぞれシナゴーグが置かれている。2010年にブダペストでは世界最大のパノラマ写真が撮られた。

### 世界遺産
世界遺産登録対象に含まれる主要建造物群は以下の通りである。
- 王宮の丘
  - ブダ城
  - マーチャーシュ聖堂
  - 三位一体広場
  - 漁夫の砦
- ゲッレールトの丘とその周辺
  - ツィタデッラ
  - 自由の像
  - ゲッレールト温泉
  - ルダッシュ温泉
  - ラーツ温泉
- 橋
  - マルギット橋
  - セーチェーニ鎖橋
  - エルジェーベト橋
- ペシュトのドナウ河岸
  - 国会議事堂
  - ハンガリー科学アカデミー
  - ヴィガドー（コンサートホール）
  - 旧市街聖堂
- アンドラーシ通り
  - ハンガリー国立歌劇場
  - ブダペスト地下鉄1号線
- 英雄広場

### その他の名所
- ヴァーロシュリゲット
  - セーチェーニ温泉
- 聖イシュトバーン大聖堂
- グレシャム宮殿
- ロート・ミクシャ記念館 - アールヌヴォー様式のステンドグラス作家ミクシャの自邸
- バルナ - ドナウ川沿いの古い倉庫群と鯨（バルナ）のような現代建築を組み合わせた複合施設[71]
- エルヴィン・サボ図書館 - ネオバロック様式の美しい図書館として知られる
- カールマン・イムレ劇場 - イムレはハンガリー出身の作曲家エメリッヒ・カールマンの本名

### 温泉
ブダペストに温泉がある理由の一つに古代ローマが最初にこの地域を植民化しドナウ川の直ぐ西側に地域の首府となるアクインクム（現代のブダペスト北部のオーブダ）を創建したことに遡る。ローマ人たちは熱水を利用し、享受しており当時巨大な浴場を建設していた。現代でもその遺構を見ることができる。新しい浴場は1541年-1686年のオスマン帝国支配期に入浴と医療的な目的で建設され、今日でも利用されている。ブダペストは「スパの街」という定評を受けており、1920年代に最初の温泉による訪問客による経済的な恩恵を達成した。1934年には正式にブダペストは「スパの街」の地位を占めるようになった。今日、温泉はほとんどが年配者によく利用され「マジックバス」と "Cinetrip" を除いて若い人たちは夏に開かれる lidos を好む。キラーイ温泉 (Király) は1565年に創建され、現代の建物はほとんどがトルコ支配期に遡り、ドーム状の屋根のプールも含まれる。ルダシュ温泉は中心部にあり、ゲッレールト丘とドナウ川の狭い場所に位置し、トルコ支配期に遡る建物が目立つ。主な特徴は八角形のプールで、光輝く直径10mのドーム状屋根を8本の柱が支えている。
ゲッレールト温泉とホテルゲッレールトは1918年に建てられかつてはトルコの温泉と中世期の病院がこの地にあった。1927年に浴場が拡張され、その中には波のプールが含まれ1934年には発泡風呂が加えられた。新古典主義の特徴がよく残され、色鮮やかなモザイクや大理石の柱、ステンドグラスの窓、彫像が含まれる。ルーカチュ温泉 (Lukács) もまたブダにあり、トルコの温泉を元とし唯一19世紀後半に復活した温泉である。スパと医療施設が設立されている。19世紀末の退廃的な雰囲気 (fin-de-siècle) が今でも残されている。1950年代以来、芸術家や知識人の中心と見なされている。
セーチェニ温泉はヨーロッパでも最大規模の複合温泉施設の一つで、ペスト側では唯一設けられた古い医療用の温泉である。内部の医療用温泉は1913年に遡り、屋外のプールは1927年に遡る。雄大な雰囲気があり、すべての場所は明るく巨大なプールはローマ風呂のようで小規模な浴場はギリシャの風呂文化を思い出させ、サウナと飛び込み用のプールは伝統的なスカンジナビアの発散する方法を借りてきている。屋外の3つのプールは冬季を含め年間を通して開いている。屋内のプールは10以上に分かれており、医療用に利用できる。

## 統計

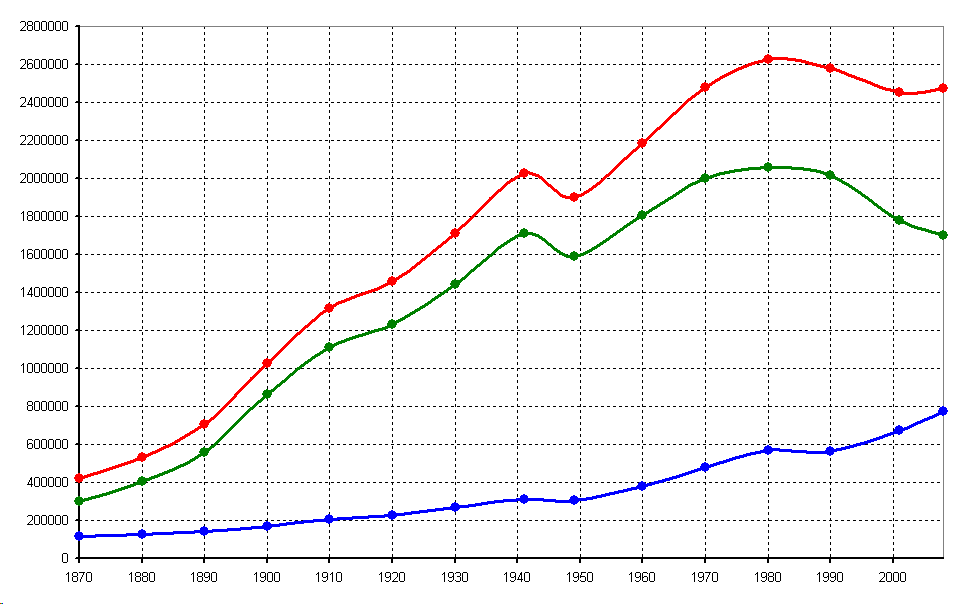
1870-2008年のブダペストの人口推移　赤線はブダペスト都市圏、緑線はブダペスト市域、青線はブダペスト郊外域

### 民族
| 民族         | 人口      | %割合 |
| ------------ | --------- | ----- |
| マジャル人   | 1,631,043 | 91.2  |
| ドイツ人     | 18,097    | 1     |
| ロマ         | 14,019    | ~0.8  |
| スロバキア人 | 4,929     | ~0.3  |
| その他       | 16,762    | ~0.9  |
| 無回答、不明 | 3,071     | 5.2   |
| 合計         | 1,777,921 | 100   |

ハンガリー中央統計局（KSH）の報告では、ブダペストの人口に占めるロマの割合は1990年の2%から2009年には4.6%に増加している。これは中産階級のハンガリー人が郊外に転居したことによる。ハンガリーの人口に占める外国人の割合は2009年には1.7%のみで、そのうち43%はブダペストに居住し市域人口の4.4%を占めている。ハンガリーに住む3分の2近くの外国人は40歳以下で、ハンガリーに居住しているこの年代の主な目的は雇用である。

### 宗教
| 宗派               | 人口      | %割合 |
| ------------------ | --------- | ----- |
| キリスト教         | 1,128,502 | 63.5  |
| カトリック教会     | 808,460   | 45.5  |
| カルヴァン主義     | 224,169   | 12.6  |
| ルーテル教会       | 46,449    | 2.6   |
| 東方カトリック教会 | 28,901    | 1.6   |
| その他             | 20,523    | 1.2   |
| キリスト教以外     | 15,439    | ~0.9  |
| ユダヤ教           | 9,468     | ~0.5  |
| その他             | 5,971     | ~0.3  |
| 宗派なし           | 347,209   | 19.5  |
| 不明、無記入       | 286,584   | 16.1  |
| 合計               | 1,777,921 | 100   |

## 行政区画

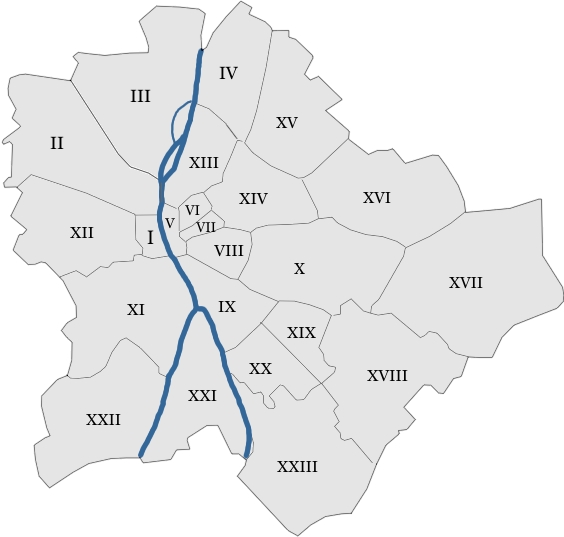
ブダペストの行政区画

ブダペストはローマ数字が振られた23の行政区に分けられている。ブダペストはいずれの県にも属さない県と同格の自治体である。正式名称 Budapest főváros（ブダペスト首都）から「ブダペスト都」とも訳せる。
- ブダペストの区と街区の一覧
- ブダペシュト・アグロメレーション（市街地連坦地域、ペシュト県の衛星都市の一覧）
- ブダペストはペシュト県に属していないが、県庁はブダペストに位置する。

## 交通
ブダペストの市内公共交通機関は、BKV（ブダペスト交通公社）によって一元的に運行されている。ロンドンに次ぎ世界で2番目に営業を開始した地下鉄であるブダペスト地下鉄や、ブダペスト市電、トロリーバスを運行している。4号線および6号線のトラムは、トラム路線として世界一の利用者数で、54mの車両編成は世界最長でもある。旅行者向けの乗車券であるブダペストカードを購入した場合、有効期間（24時間から120時間まで数種類）内であれば、地下鉄・市電・トロリーバスに加えて、バス・郊外電車線を含めた市内公共交通が乗り放題となり、博物館・美術館・温泉などの割引特典も付く。
ハンガリー国鉄 (MÁV) は、市内の主要3駅からハンガリー国内や欧州各地に列車を走らせている。
- ブダペスト東駅 (Keleti)（ペシュト側）
- ブダペスト西駅 (Nyugati)（ペシュト側）
- ブダペスト南駅 (Déli)（ブダ側）

郊外電車は、HÉVにより運行されている。他には、ブダペスト子供鉄道、王宮に上るケーブルカー (funicular) なども有名である。
- リスト・フェレンツ国際空港（旧称：フェリヘジ国際空港）
- ネープリゲド長距離国際線バス・ターミナル

ドナウ川を利用しブラチスラヴァ経由でウイーン行きの国際航路もMAHART Passnaveにより運行されている。船着場から市の中心部へは徒歩10分ほど。

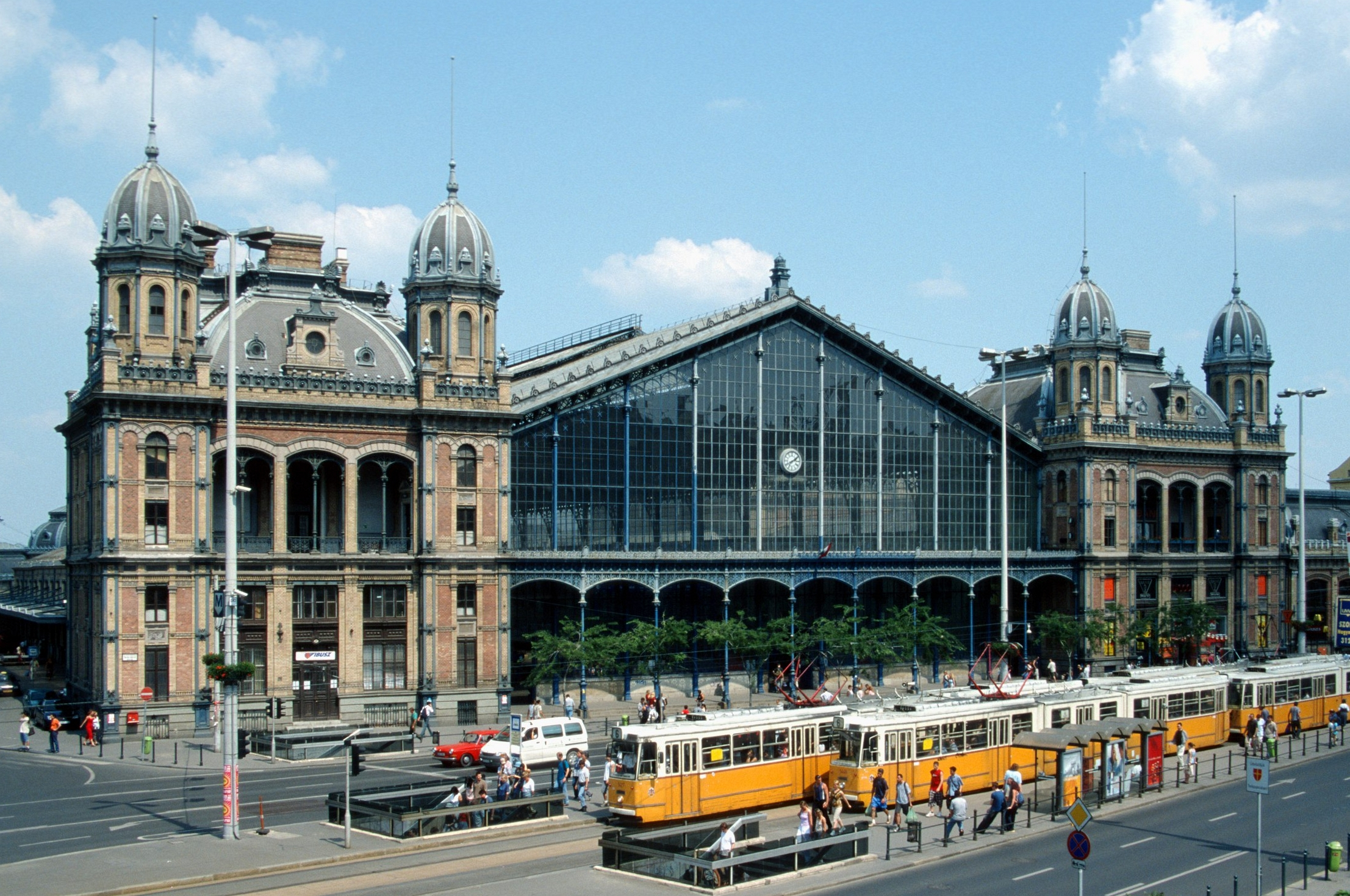
ブダペスト西駅
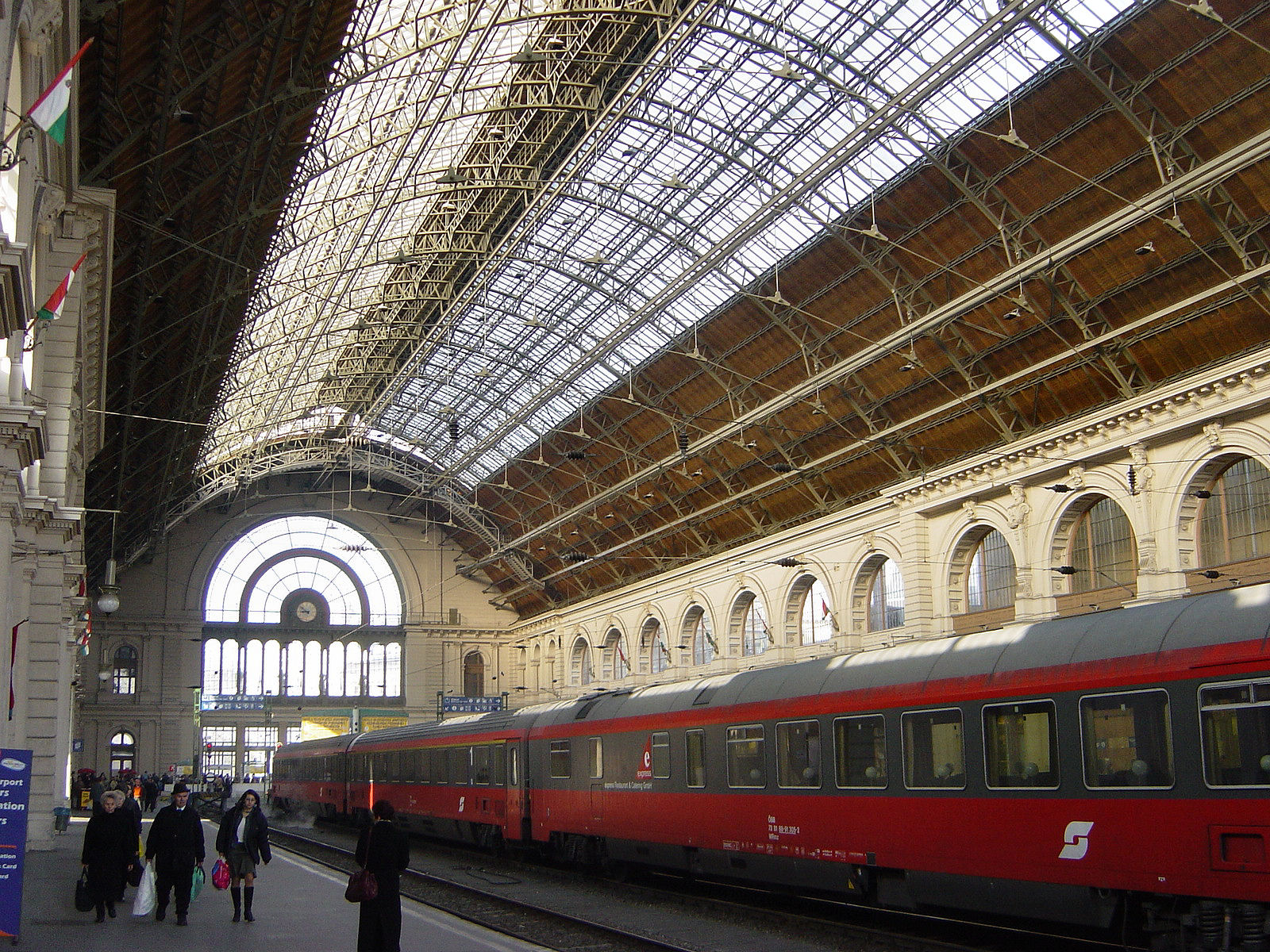
ブダペスト東駅
地下鉄路線
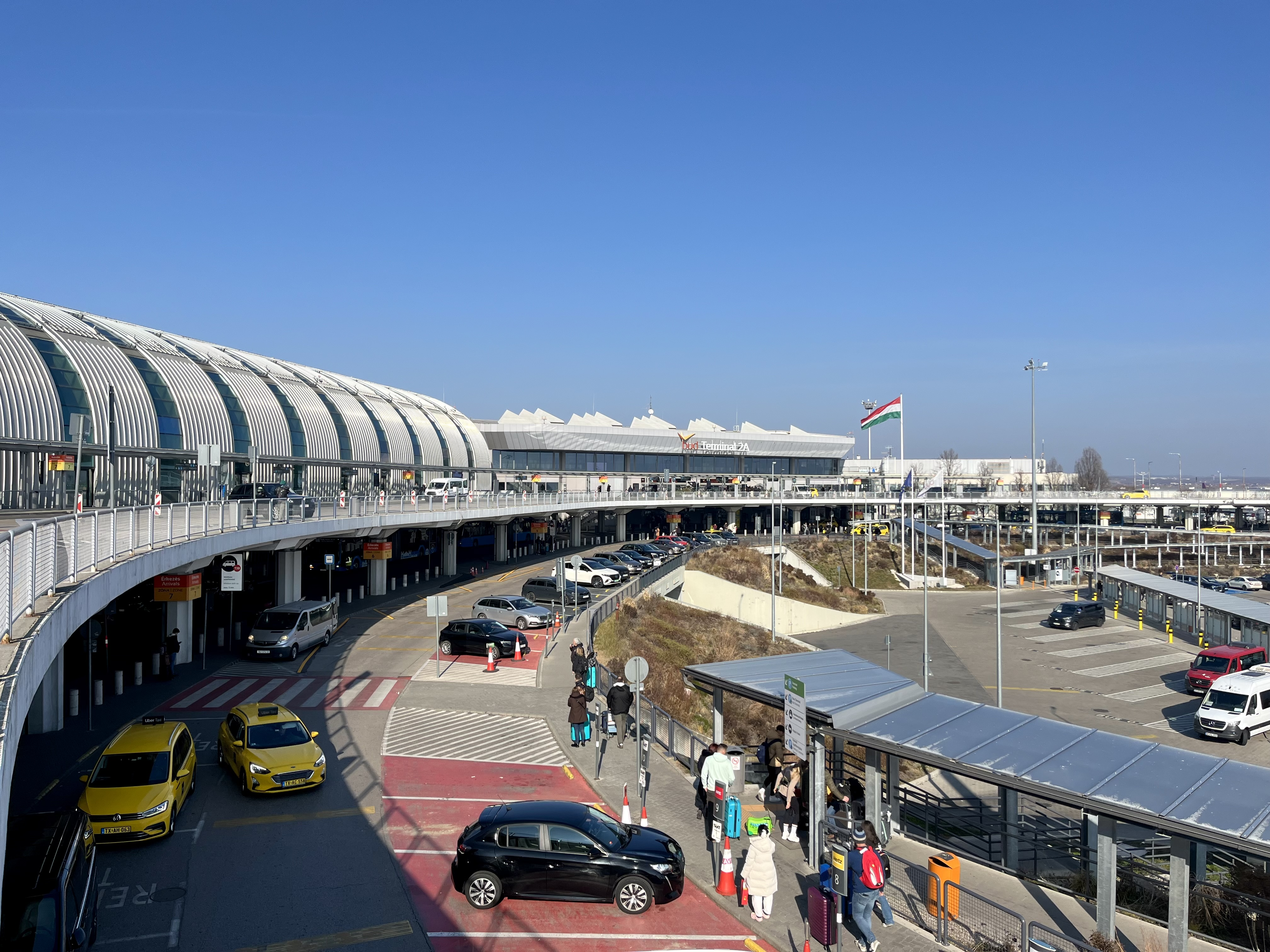
リスト・フェレンツ国際空港

## 文化

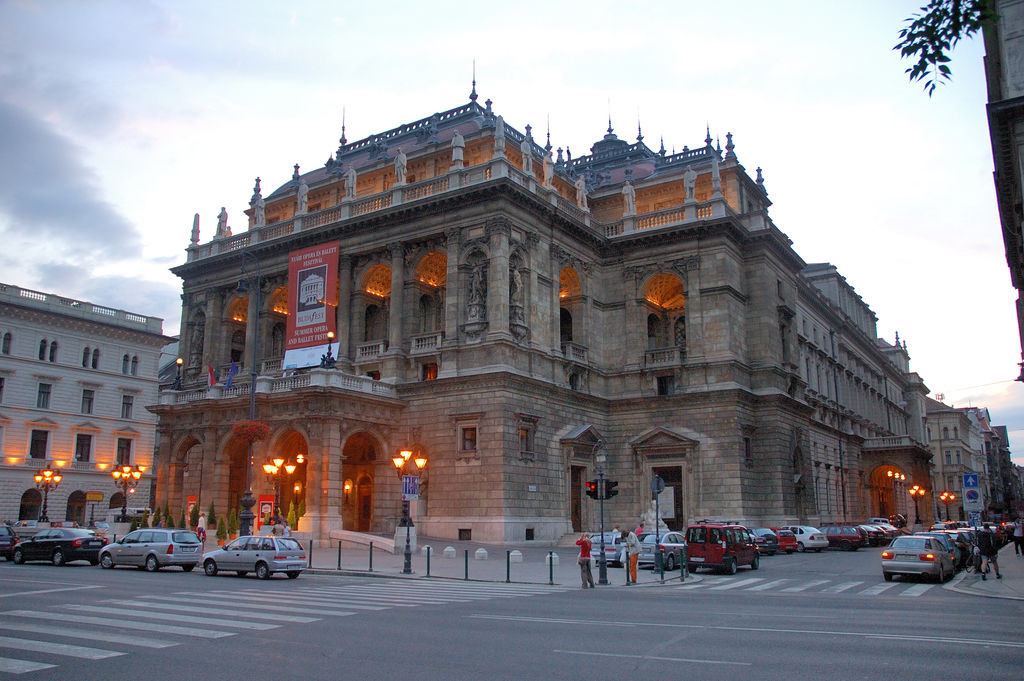
ハンガリー国立オペラハウス

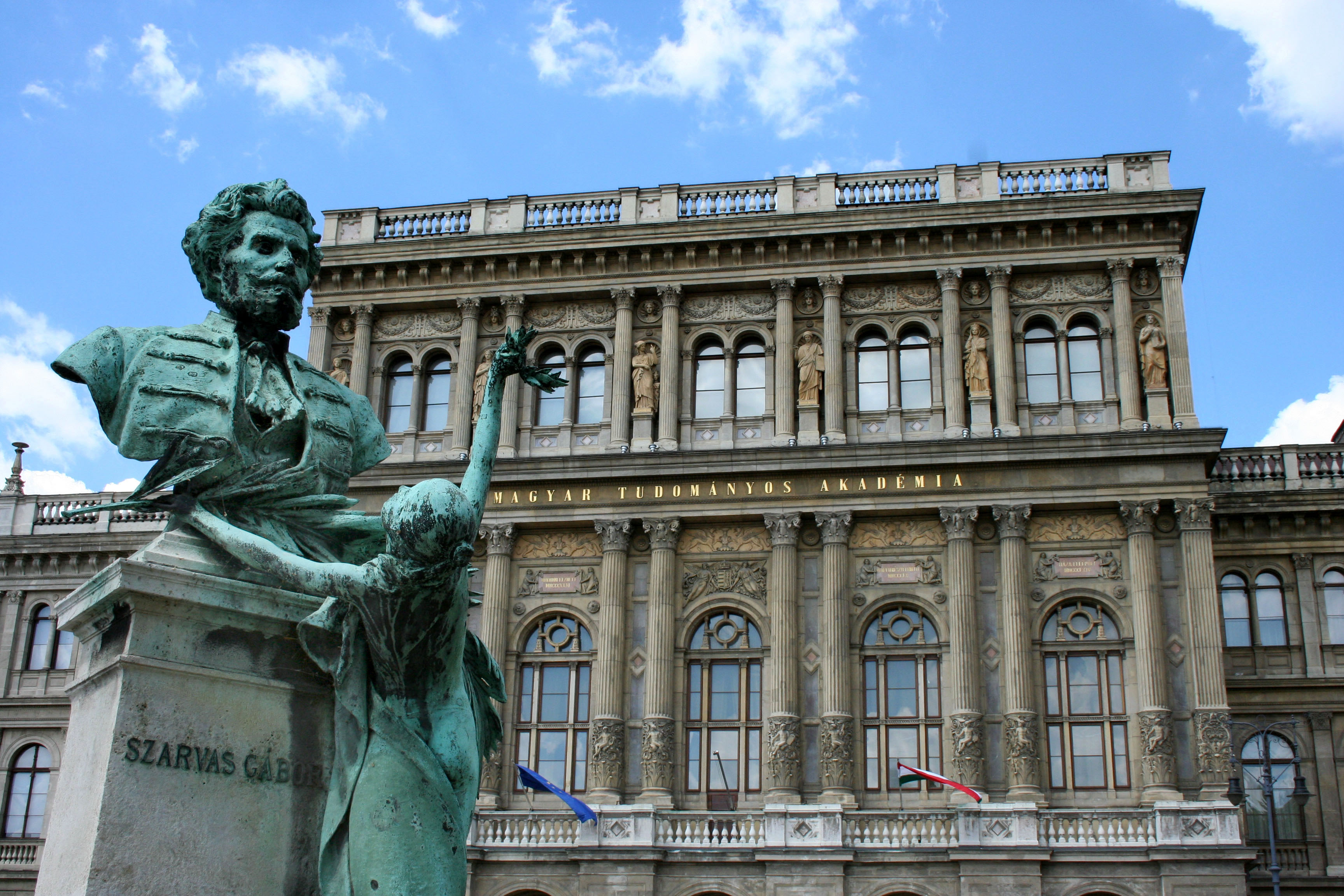
ハンガリー科学アカデミー

パンノニア平原の伝統的な踊りはヨーロッパのダンス文化の中でも類のないもので、バルカン半島と西ヨーロッパ地域の間の独特な境目をなしている。いくつかの正統派のハンガリーの民族舞踊がブダペストで公演されている。ブダペストは世界でも数少ない高校で民族舞踊の授業が行われている都市である。市内には837の様々な歴史的な建造物があり、それらのほとんどはヨーロッパの芸術的な様式を象徴している。クラシカルで類のないハンガリアンアールヌーボーの建築物が占めている。
ブダペストには223の博物館や美術館があり、ハンガリーの歴史や芸術、科学だけでなく世界や欧州の文化や科学の記憶となっている。ハンガリー国立博物館、ハンガリー国立美術館、ブダペスト西洋美術館、ブダペスト歴史博物館、メメント・パーク、ブダペスト応用美術館は代表的なものである。また、ブダペストには40以上の劇場や7つのコンサートホール、オペラハウスがある。野外の催し物も多くあり、夏には文化的な催しとしてコンサートや豊富な講演がよく歴史的な建物で行われる。大きな劇場として、ハンガリー国立歌劇場やハンガリー国立劇場などがある。ブダペストの多くの図書館には他にない独特なコレクションを収蔵しており、国立セーチェーニ図書館は印刷された書籍が登場する以前の歴史的な遺構を保っている。メトロポリタンサボーアービン図書館はブダペスト市民の一般教養に重要な役割を果たしている。他の図書館にはハンガリー科学アカデミー図書館、議会図書館、国立外国文学図書館などがある。
シゲトフェスティバルはハンガリーでは最大の野外祭典でロックコンサートやDJショーが行われヨーロッパ中でも同様に有名である。春や秋の祭典、ブダペストワイン祭などもよく知られた催しである。ブダペストを訪れた観光客は無料の地図や自分の興味がある情報をBTDMが運営するインフォポイントで得ることができる。

### ブダペストを舞台にした作品
1906年に出された小説『ポール・ストリート・ボーイズ』、1937年の『Journey by Moonlight (en) 』、1957年の『The Bridge at Andau (en) 』、2005年の『ヒストリアン』などの舞台になっている。映画では『暗い日曜日』、『太陽の雫』、『お気に召す儘』、『ミッション:インポッシブル/ゴースト・プロトコル』が知られている。ブダペストは映画製作に対する税還付制度があるほか、美しい街並みだけでなく、ブダペスト民族博物館、リスト・フェレンツ国際空港の閉鎖ターミナル、元証券取引所だったハンガリー・テレビ社屋といった独特の建造物や優れた撮影スタジオも多数あることから撮影場所として好まれ、『レッドブル』、『ブレードランナー 2049』、『エビータ』、『裏切りのサーカス』、『インフェルノ』、『スペクトル』、『ターミネーター:ニュー・フェイト』といった数多くの映画の撮影地となっている。

## 教育
ブダペストはハンガリーの学術の中心で多くの大学や教育機関が立地する。代表的なものの中には以下のような機関が含まれる。
- エトヴェシュ・ロラーンド大学
- ブダペストビジネススクール（英語版）
- ブダペストメトロポリタン大学
- 中央ヨーロッパ大学
- ブダペスト工科経済大学
- センメルヴェイス大学
- オーブダ大学
- パズマニー・ペーテルカトリック大学（英語版）
- ハンガリー・カルヴァン派カーロリ・ガシュパール大学（英語版）

## スポーツ
ヴァーロシュリゲットとマルギット島は都市の中で緑地が広がる申し分のない場所である。ヴァーロシュリゲットでは冬には大きな人造湖が凍結しスケートが楽しめ人造湖上のリンクとしては世界最大規模である。マルギット島は幅広いスポーツを楽しむことができ、サイクリングや水泳、テニスなどがある。アルフレッド・ハイオシュスイミングセンターでは2006年と2010年にヨーロッパ水泳選手権が開催された。2011年にはアイスホッケー世界選手権が2012年には欧州クロスカントリーチャンピオンシップも開催された。UEFA EURO 2020が開催された多目的スタジアムプスカシュ・アレーナは、ブダペスト出身のサッカー選手でレアル・マドリードでもプレーしたプシュカーシュ・フェレンツに因んで命名された。ブダペストにはバンディもある。2007年には女子のワールドチャンピオンシップも開催され、2004年にはバンディ世界チャンピオンシップBグループも行われている。ブダペスト郊外のハンガロリンクではフォーミュラ1のハンガリーグランプリが1986年以来開催されている。2023年には世界陸上競技選手権大会が開催された。

## ブダペスト出身の人物
- イグナーツ・ゼンメルワイス:医者
- フランツ・フォン・ツァハ:天文学者
- ゲオルク・ド・ヘヴェシー:化学者
- ルドルフ・カルマン:工学者
- セオドア・フォン・カルマン:航空工学者
- テオドール・ヘルツル:ジャーナリスト
- ルカーチ・ジェルジ:哲学者
- マイケル・カーティス:映画監督
- フリッツ・ライナー:指揮者
- アルバート・セント＝ジェルジ:生理学者
- カール・マンハイム:社会学者
- ジョージ・セル:指揮者
- フェレンツ・フリッチャイ:指揮者
- レオ・シラード:物理学者
- バルトーク・ベーラ:作曲家
- ラースロー・ビーロー:発明家。ボールペンを発明。
- エドワード・テラー:物理学者
- ゲオルク・ショルティ:指揮者、ピアニスト
- プシュカーシュ・フェレンツ:サッカー選手
- コチシュ・シャーンドル:サッカー選手
- ケルテース・イムレ:作家
- イシュトヴァン・ケルテス:指揮者
- ジョージ・ソロス:投資家
- アンドルー・グローヴ:実業家
- ルビク・エルネー:ルービックキューブを作った人物
- ゾルターン・コチシュ:ピアニスト
- コダーイ・ゾルターン:作曲家
- ポール・エルデシュ:数学者
- ロバート・キャパ:写真家
- チチョリーナ:ポルノ女優・政治家
- エゲルセギ・クリスティナ:競泳選手
- ダルニ・タマーシュ:競泳選手
- チェー・ラースロー:競泳選手
- エディナ・ポップ:歌手
- レスリー・マンドキ:歌手
- エルドー・ペーテル:枢機卿
- アダム・ハンガ:バスケットボール選手

## 国際関係

### 姉妹都市
ブダペストは以下の都市と姉妹都市の関係にある。
| 国                       | 都市           | 州 / 県 / 地域       | 締結年 |
| ------------------------ | -------------- | -------------------- | ------ |
| トルコ                   | イスタンブール | イスタンブール市     | 1985   |
| オーストリア             | ウィーン       | ウィーン市           | 1990   |
| ボスニア・ヘルツェゴビナ | サラエヴォ     | サラエヴォ県         | 1995   |
| ボリビア                 | ラパス         | ラパス               | 2009   |
| トルコ                   | イズミル       | イズミル県           | 1985   |
| ブルガリア               | ソフィア       | ソフィア市           |        |
| 中国                     | 北京           | 北京市               | 2005   |
| クロアチア               | ザグレブ       | ザグレブ市           | 1994   |
| フランス                 | パリ           | パリ市               | 1956   |
| ドイツ                   | ベルリン       | ベルリン市           | 1992   |
| ドイツ                   | フランクフルト | ヘッセン州           | 1990   |
| インドネシア             | ジャカルタ     | ジャカルタ首都特別州 | 2009   |
| イスラエル               | テルアビブ     | テルアビブ地区       | 1989   |
| イタリア                 | フィレンツェ   | トスカーナ州         | 2008   |
| ポーランド               | ワルシャワ     | マゾフシェ県         | 2005   |
| リトアニア               | ヴィリニュス   | ヴィリニュス地域     |        |
| ポルトガル               | リスボン       | リスボン県           | 1992   |
| ルーマニア               | ブカレスト     | ブカレスト市         | 1991   |
| スロバキア               | コシツェ       | コシツェ県           | 1997   |
| 韓国                     | 大田           | 大田広域市           | 1994   |
| タイ                     | バンコク       | バンコク都           | 2007   |
| ウクライナ               | リヴィウ       | リヴィウ州           | 1993   |
| アメリカ合衆国           | フォートワース | テキサス州           | 1990   |
| トルコ                   | ガズィアンテプ | ガズィアンテプ県     | 2010   |
| アメリカ合衆国           | ニューヨーク   | ニューヨーク州       | 1992   |

### 協力都市
| - ポーランド クラクフ |

## ギャラリー

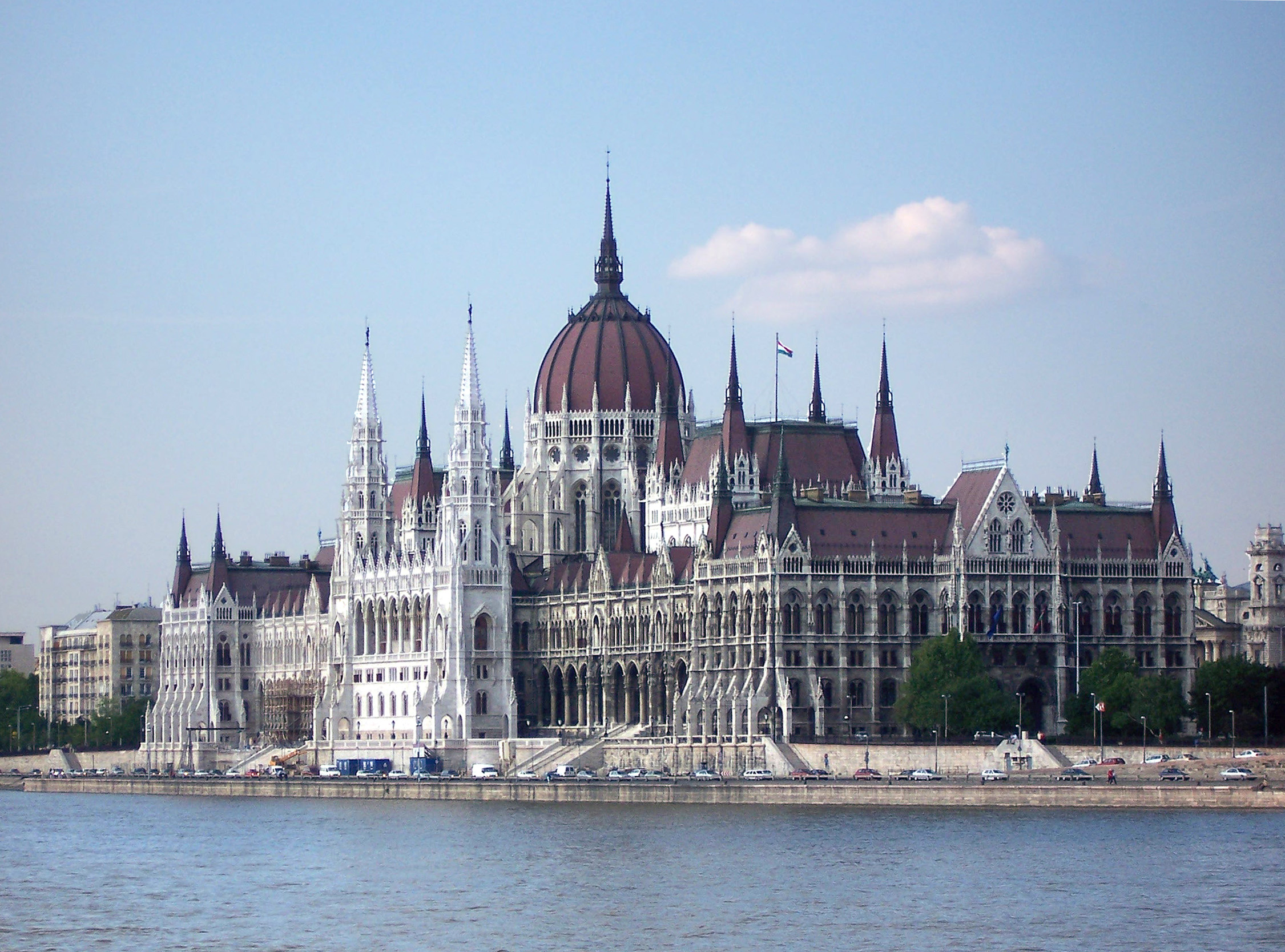
国会議事堂
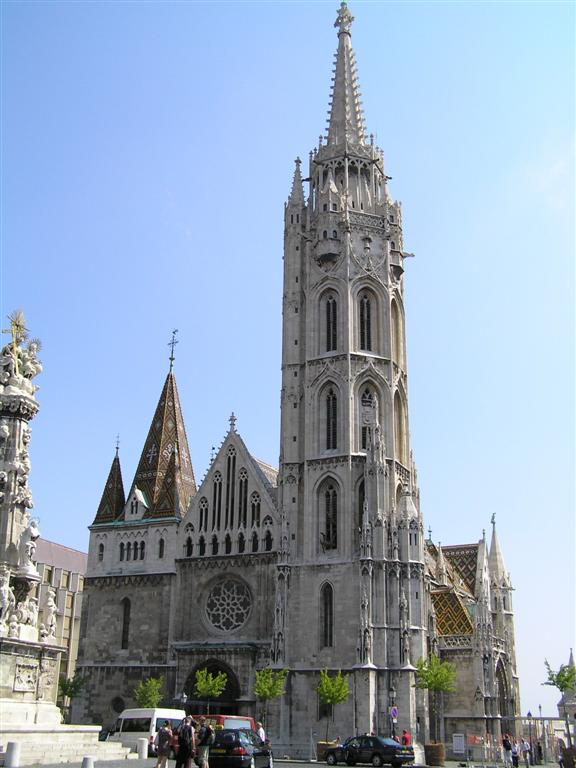
マーチャーシュ聖堂
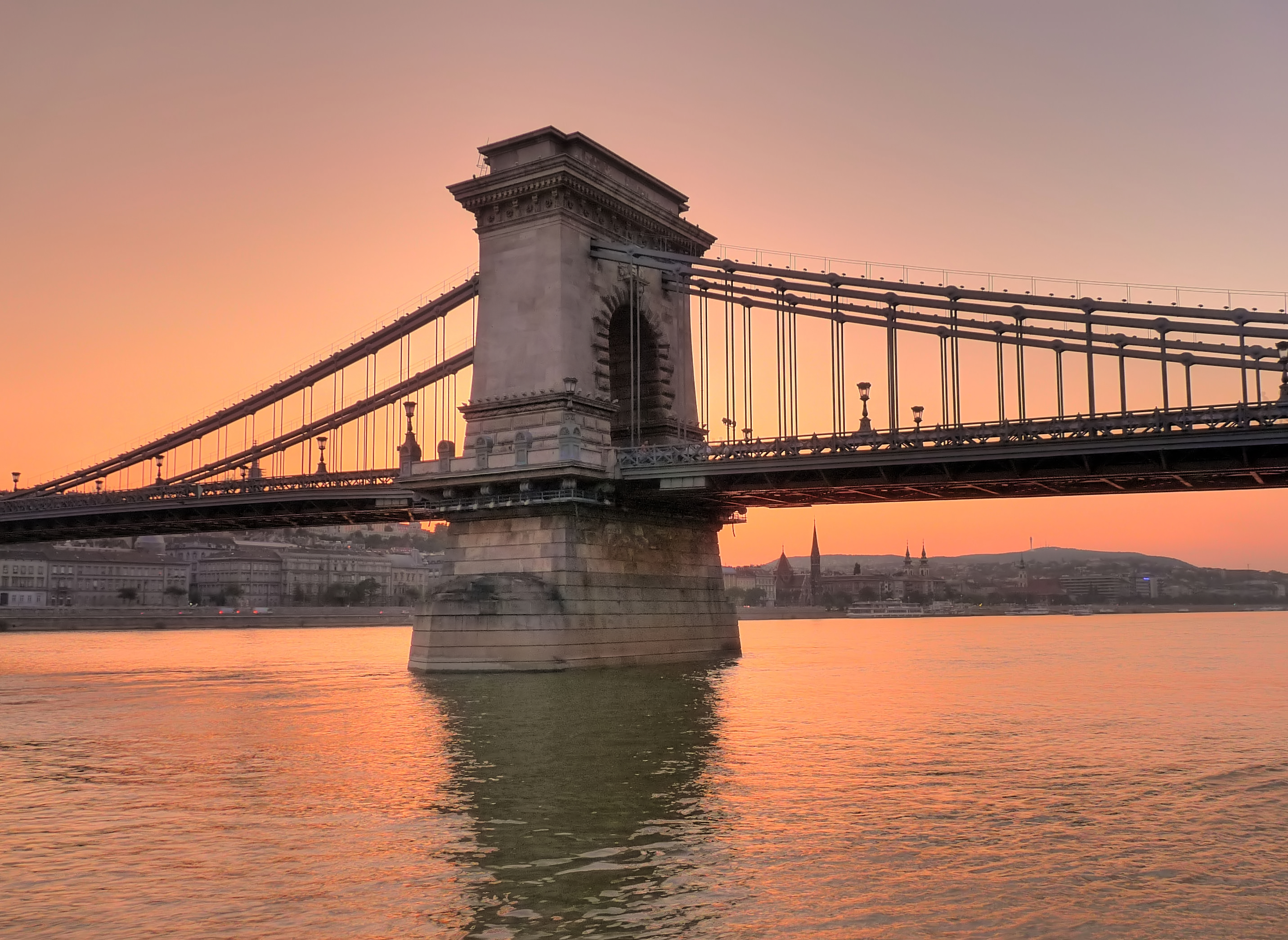
セーチェーニ鎖橋
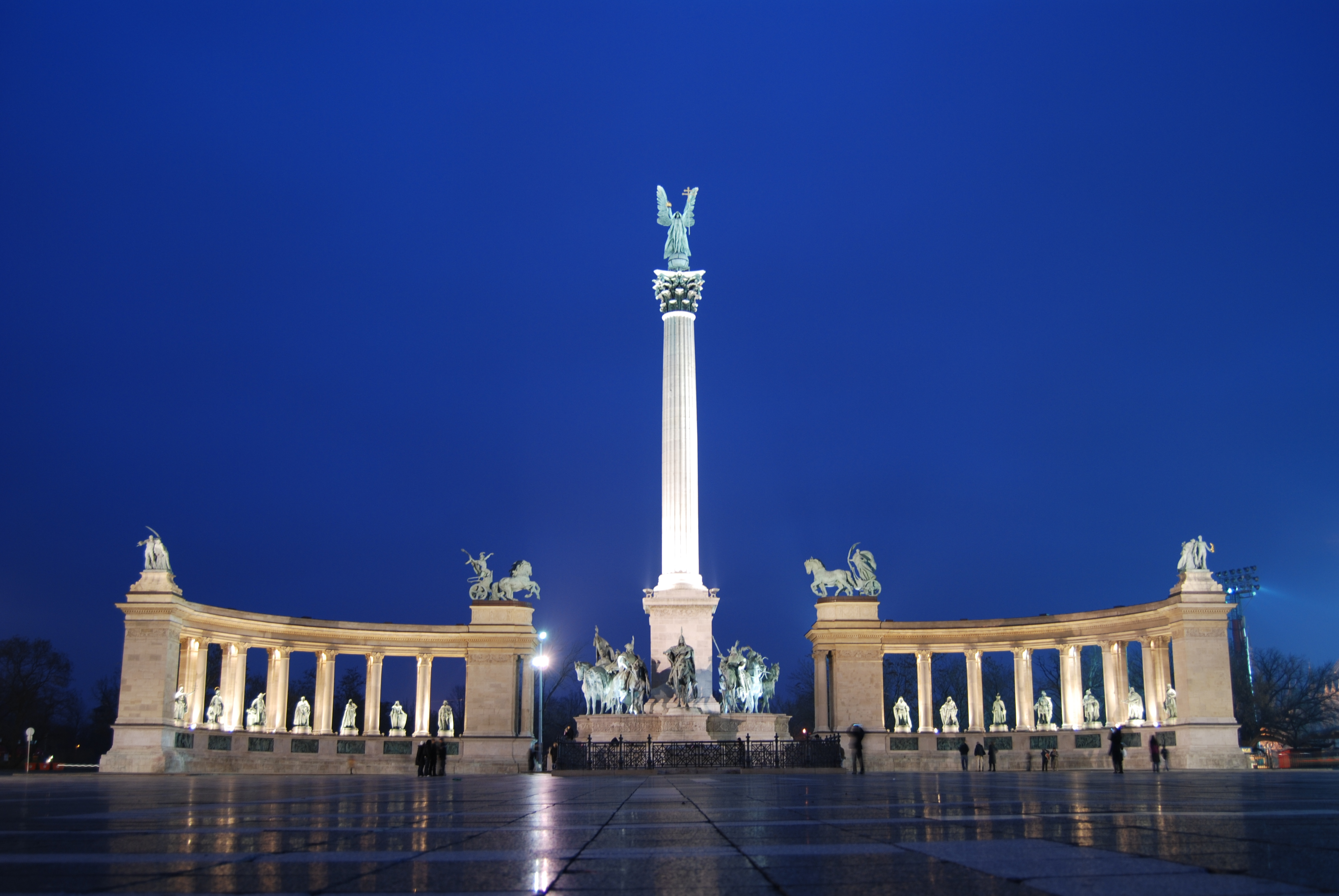
英雄広場
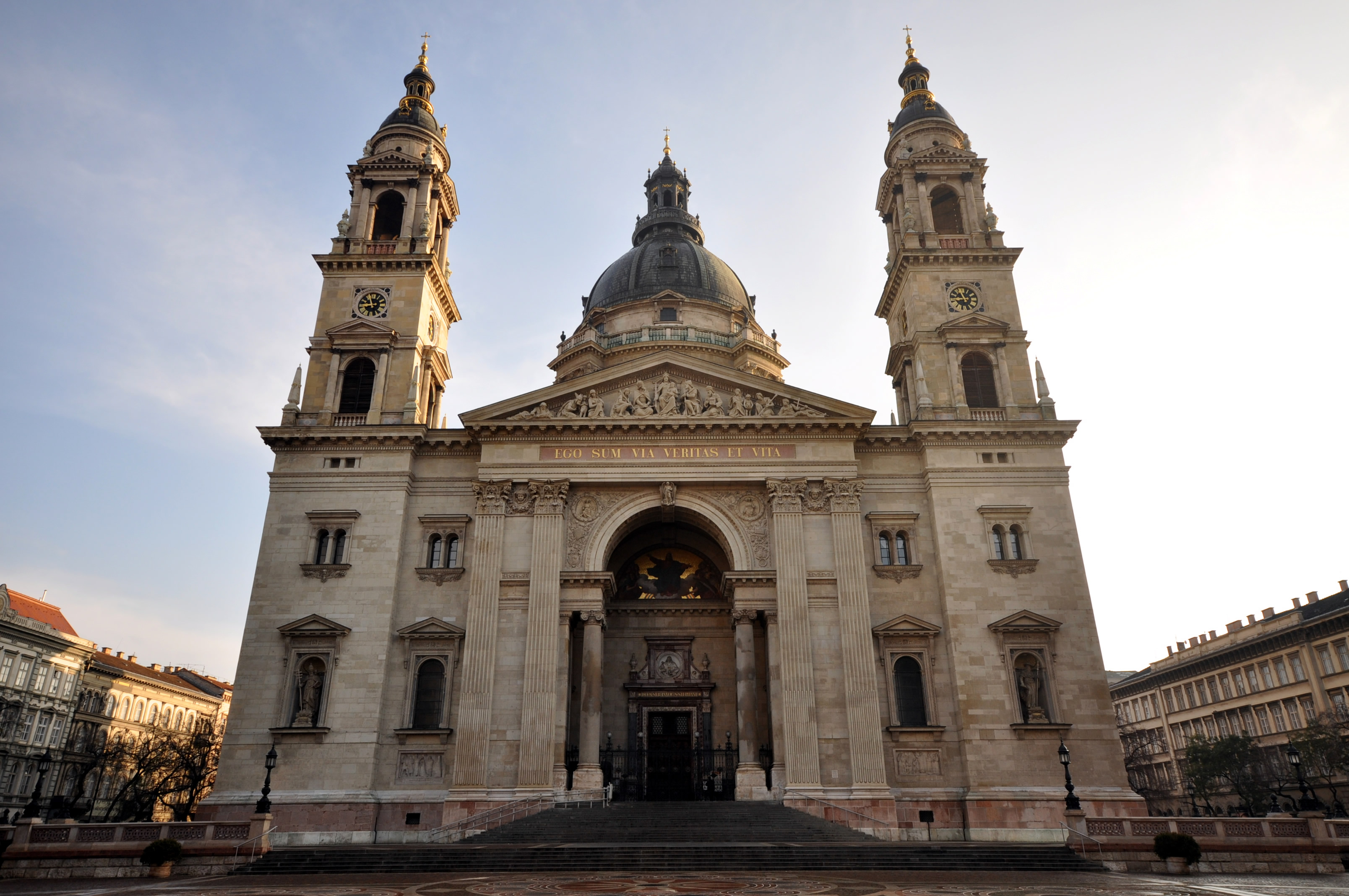
聖イシュトバーン大聖堂
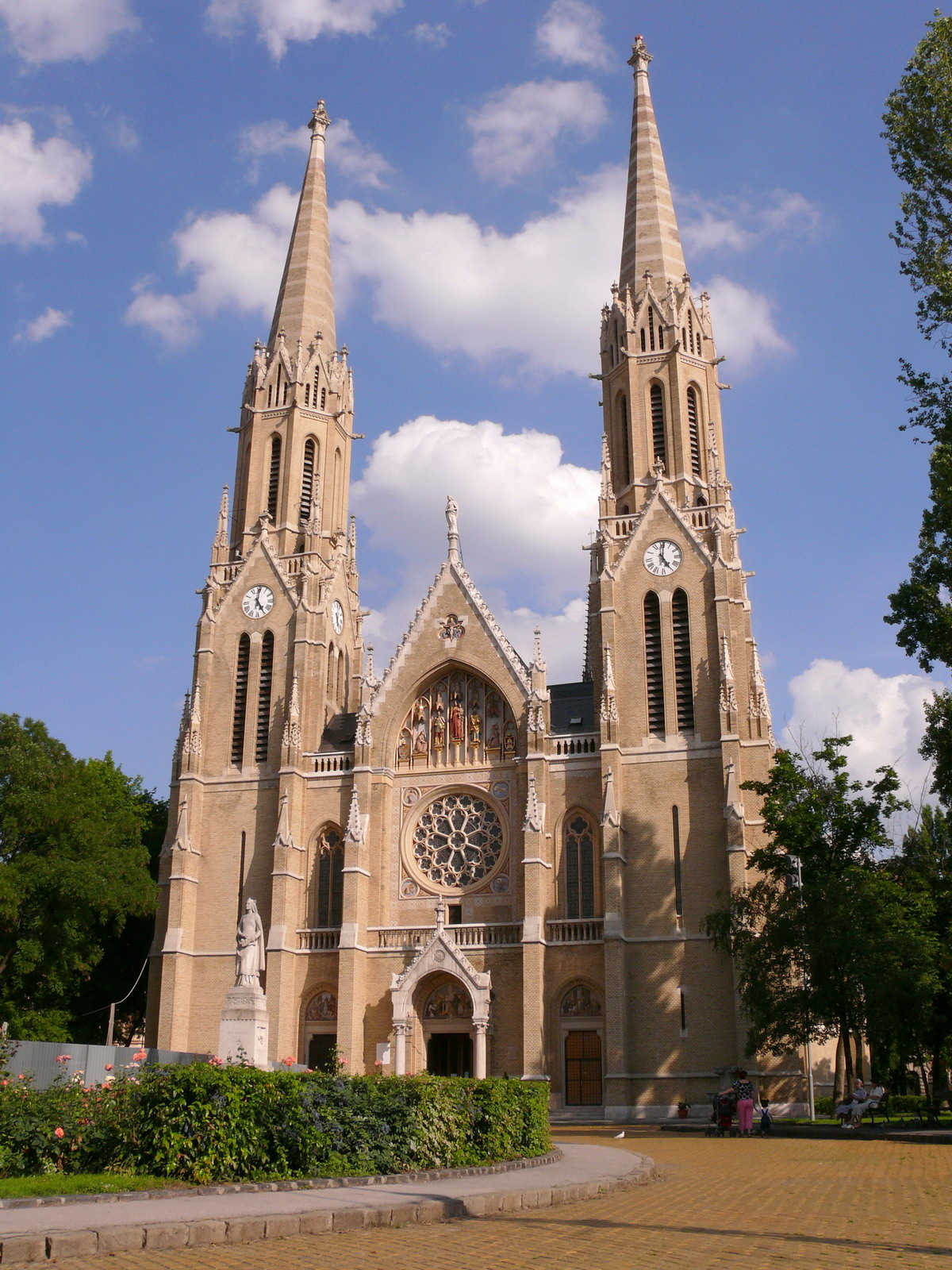
聖エルジェーベト教会
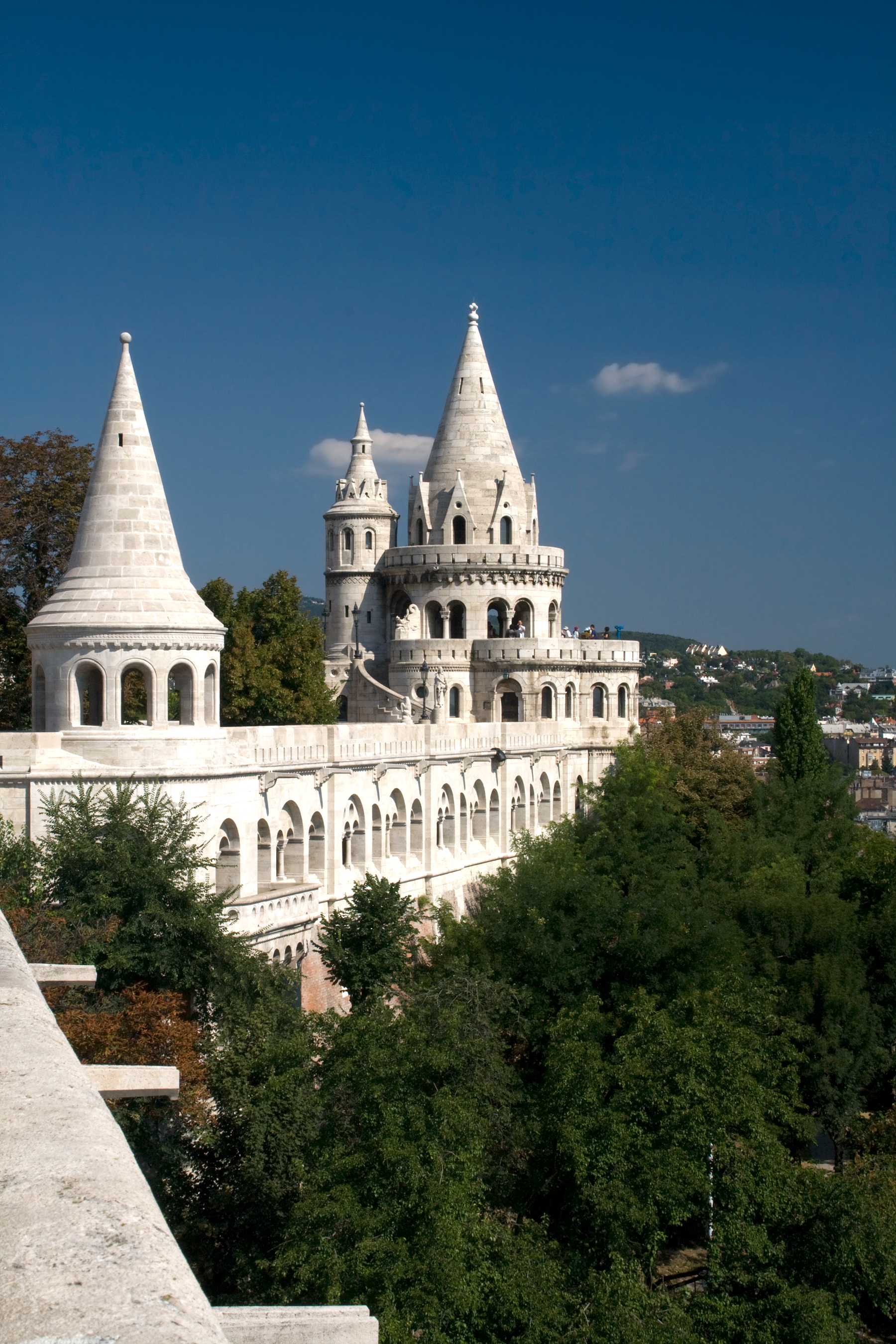
漁夫の砦
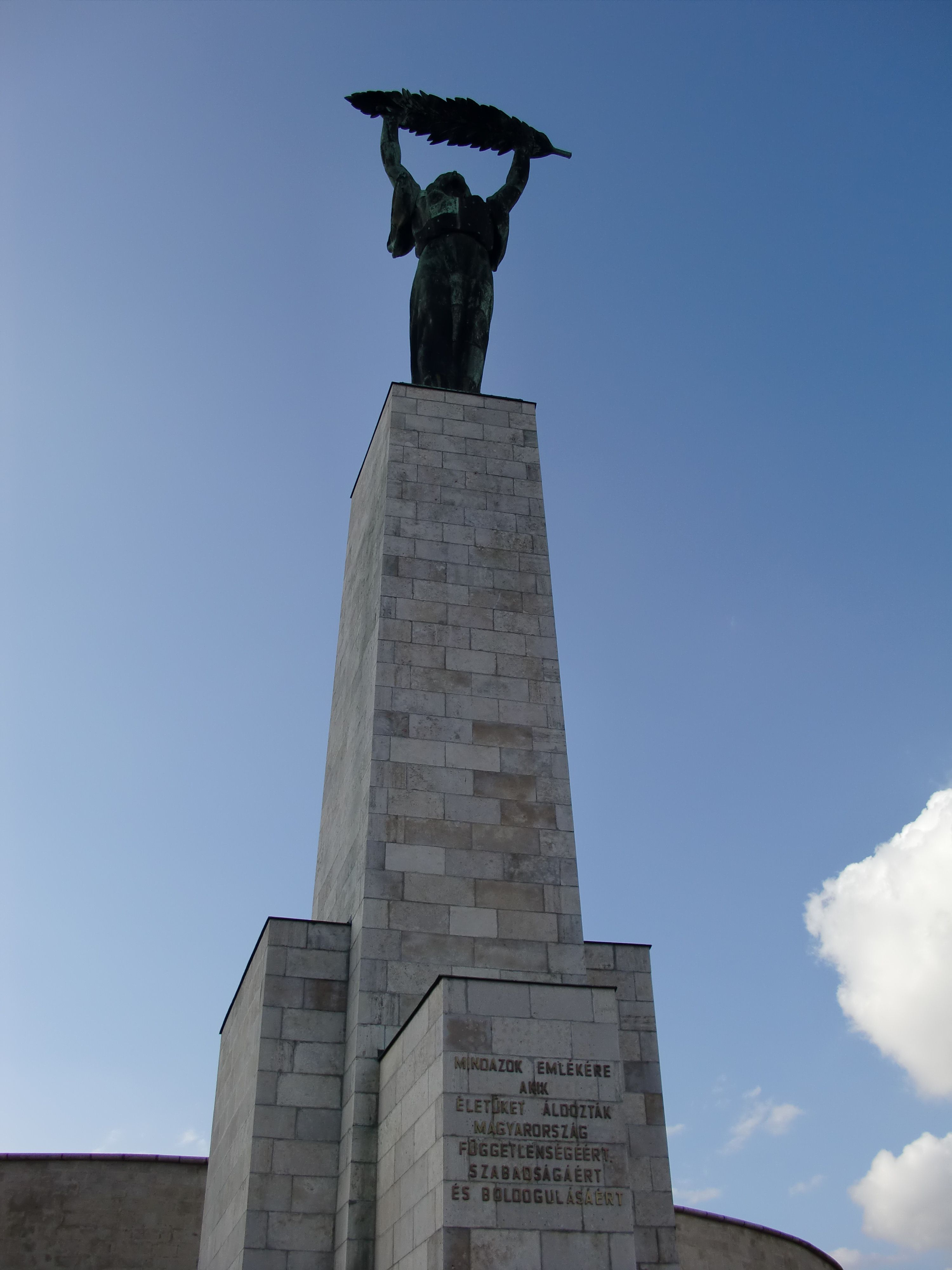
ゲッレールトの丘
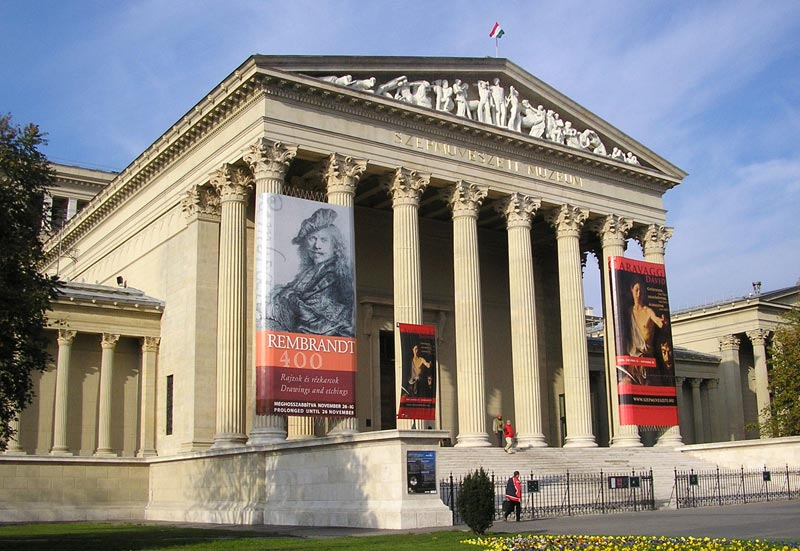
美術館
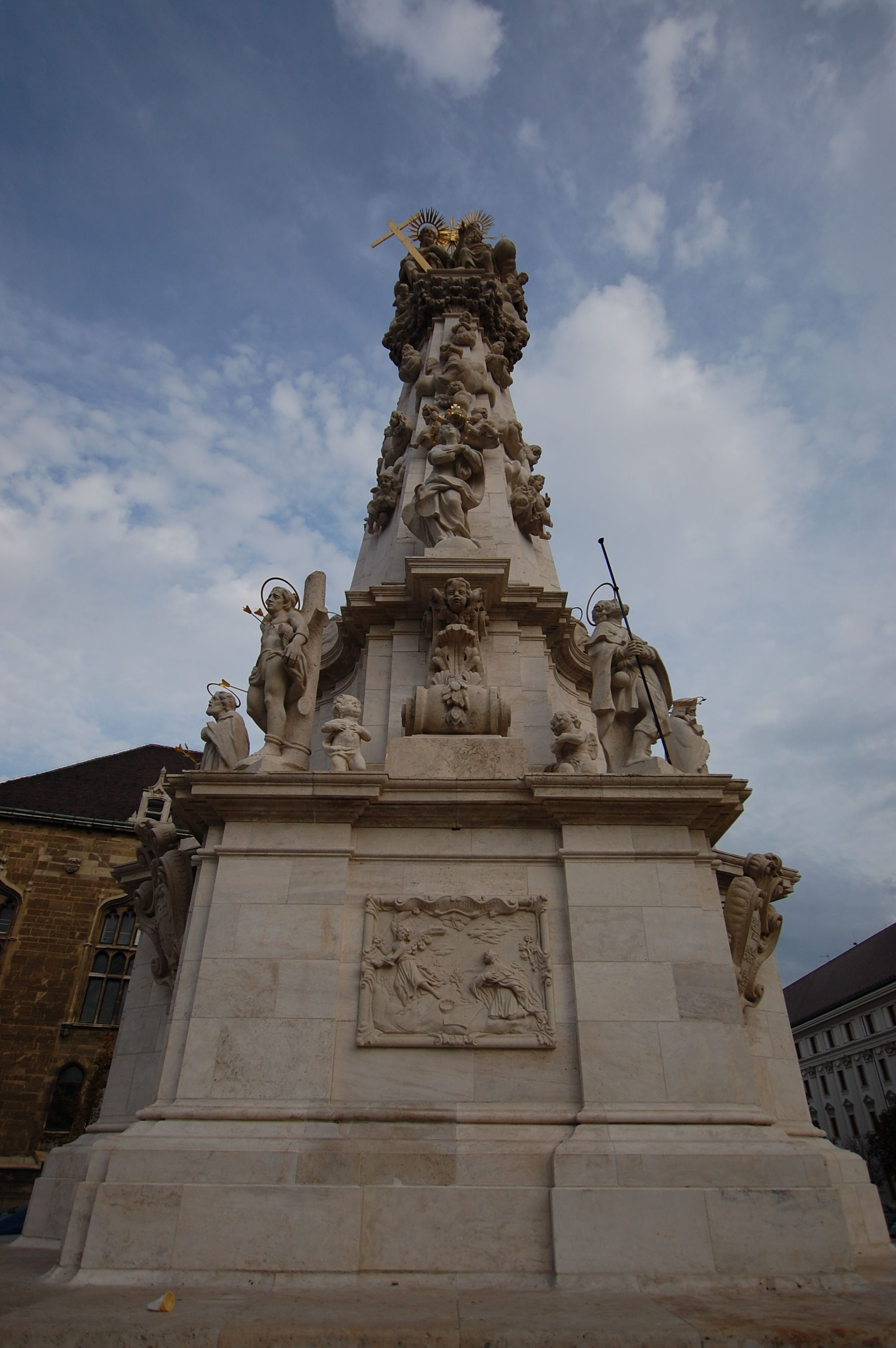
三位一体広場
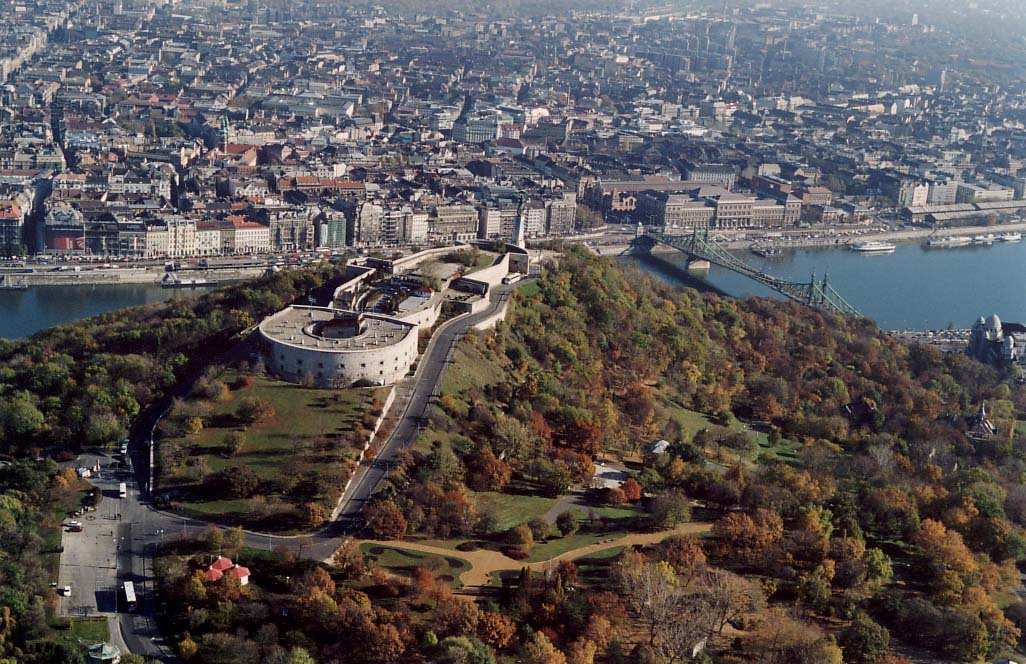
ゲッレールトの丘・ツィタデッラ（城砦跡）

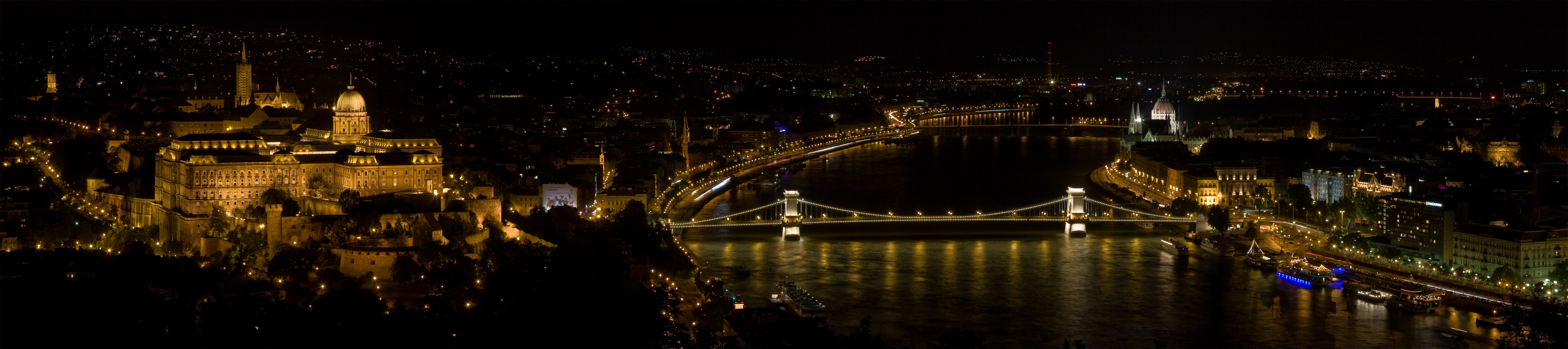
ゲッレールトの丘から望むブダペストの夜景

## 関連文献
- DK Publishing, Budapest: Eyewitness Travel Guildes (2007). DK Travel. ISBN 978-0-7566-2435-4
- Barber, Annabel (2004). Visible Cities Budapest: A City Guide. Somerset. ISBN 978-963-212-986-0
- Ungvary, Krisztian (2006). The Siege of Budapest: One Hundred Days in World War II. Yale University Press. ISBN 978-0-300-11985-5
- Molnar, Miklos (2001). A Concise History of Hungary. Cambridge Concise Histories (Fifth printing 2008 ed.). Cambridge, United Kingdom: Cambridge University Press. ISBN 978-0-521-66736-4